# Bajo Renacimiento español

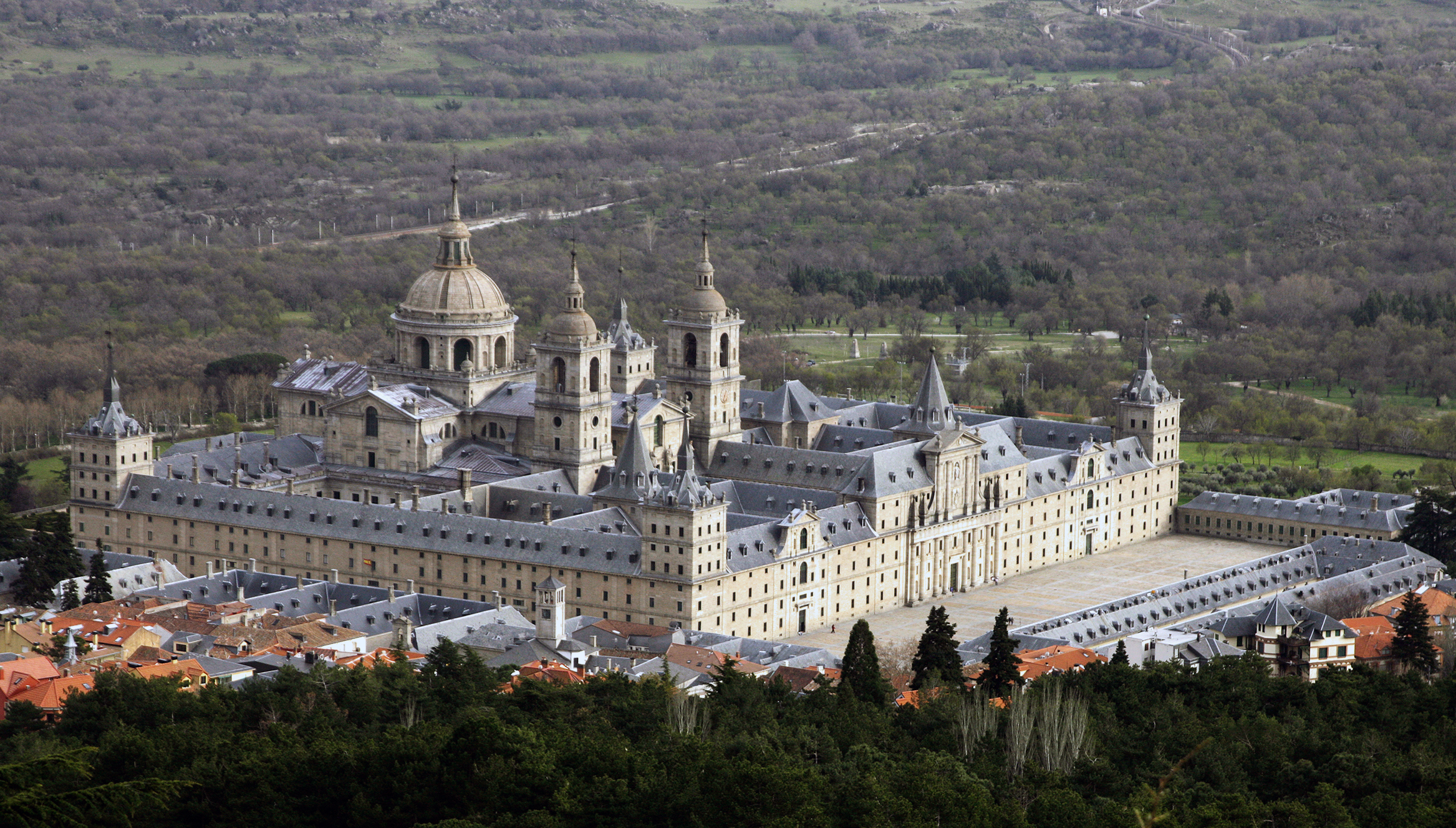
Monasterio de San Lorenzo de El Escorial.

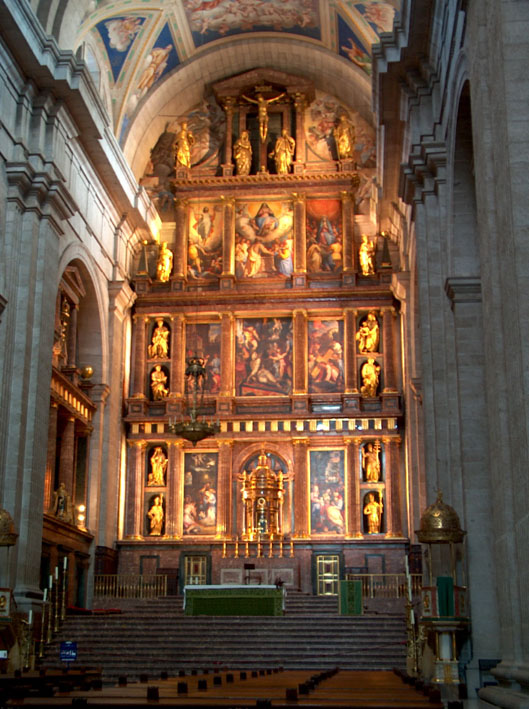
Retablo del altar mayor de la Basílica de El Escorial (1583-1586), una de las mayores empresas artísticas del siglo XVI, diseñado por Juan de Herrera y dirigido por Pedro Castello, con estructura y custodia de materiales nobles de Jacometrezo, esculturas en bronce de Leone Leoni y Pompeyo Leoni y pinturas de Federico Zuccaro y Pellegrino Tibaldi (inicialmente estaba previsto colocar El martirio de san Lorenzo, de Tiziano, una Anunciación de Veronés y una Natividad de Tintoretto, que fueron relegados a otros lugares del Monasterio, al preferirse mantener una unidad de estilo). La bóveda tiene frescos de Luca Cambiasso, y los laterales acogen los cenotafios de la familia real obra de los Leoni.

Laoconte, de el Greco.

Bajo Renacimiento español o Manierismo español son denominaciones de la historiografía del arte para designar el periodo final del Renacimiento español, tras el Alto Renacimiento español.
Se sitúa cronológicamente en la segunda mitad del siglo XVI, coincidiendo prácticamente con el reinado de Felipe II (1556-1598).
Estilísticamente, se identifica con el Manierismo, la fase final del Renacimiento. El hecho de que el Manierismo italiano comience cronológicamente en el segundo cuarto del siglo XVI (en torno al saco de Roma, 1527), y el que las expresiones "Alto" y "Bajo Renacimiento" sean usadas de forma equívoca en la bibliografía, hace que haya cierta ambigüedad en la etiquetación historiográfica de la producción artística española de los tercios primero y segundo del siglo XVI, buena parte de la cual puede clasificarse también como "manierista".
Por la enorme importancia que tiene para este periodo el ambicioso programa artístico en torno al monasterio de El Escorial (que incluye no sólo arquitectura, sino también pintura y escultura), el periodo se identifica con el estilo denominado escurialense o herreriano (por Juan de Herrera, el principal director de la obra de El Escorial -que había iniciado Juan Bautista de Toledo-).
Ideológicamente, se identifica con la Contrarreforma y el contemporáneo Concilio de Trento. Estilísticamente se caracteriza por la austeridad, lo que no implica sencillez: se consigue una espectacular grandiosidad con lo abrumador de la escala.

## Arquitectura
Es muy notable que España fuera el primer país europeo fuera de Italia en desarrollar una literatura arquitectónica propia dentro de los cánones renacentistas, con Diego de Sagredo (Las Medidas del Romano, 1526).

### Arquitectura manierista española
Con la etiqueta de "arquitectura manierista" también han clasificado las producciones arquitectónicas anteriores, del segundo tercio del siglo XVI, que también reciben las denominaciones de "fase serliana" (por la influencia de Sebastiano Serlio), "estilo príncipe Felipe" (por los años en que el futuro rey Felipe II usaba ese título) o incluso "casticismo" o "plateresco purista". En términos locales, también se ha denominado "clasicismo andaluz". En términos cronológicos, las obras más tempranas se asocian a la fase más temprana o "purismo renacentista". Los arquitectos asociados a estas etiquetas serían Pedro Machuca (Palacio de Carlos V en Granada -desde 1527-), Diego de Siloé (escalera dorada de la catedral de Burgos -desde 1519- y con obra en torno a Granada), Andrés de Vandelvira (catedral de Jaén), Hernán Ruiz el Joven (con obra en torno a Córdoba y Sevilla); y otros arquitectos con obra en torno a Toledo: Alonso de Covarrubias y Francisco de Villalpando.

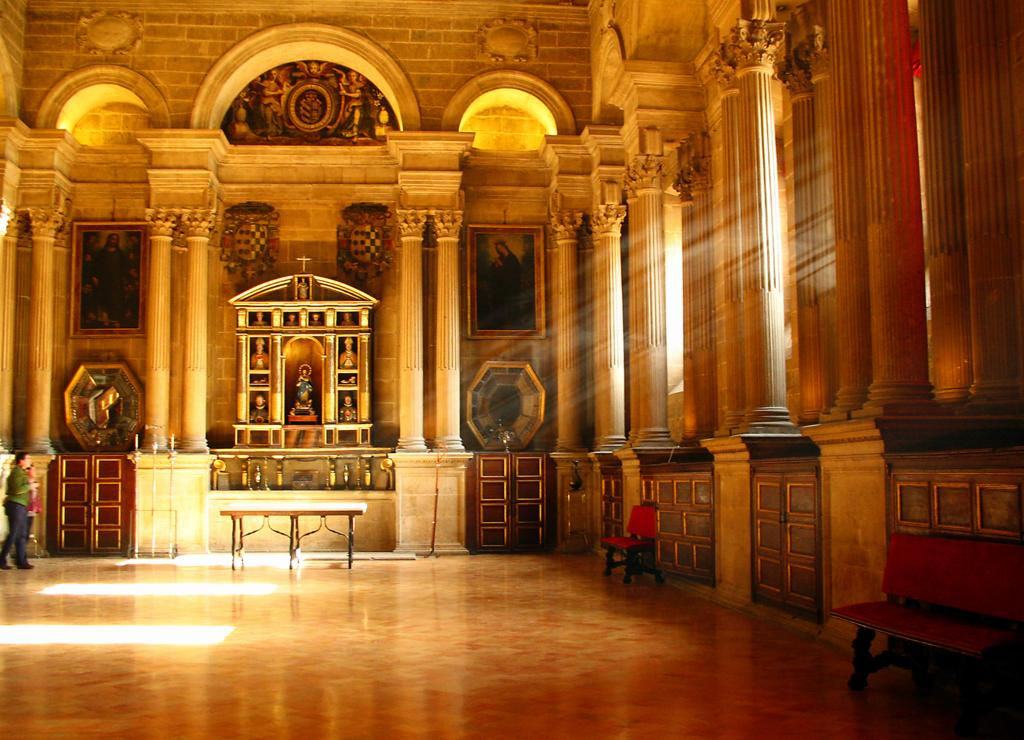
Sacristía de la catedral de Jaén, de Vandelvira (se terminó en 1579).
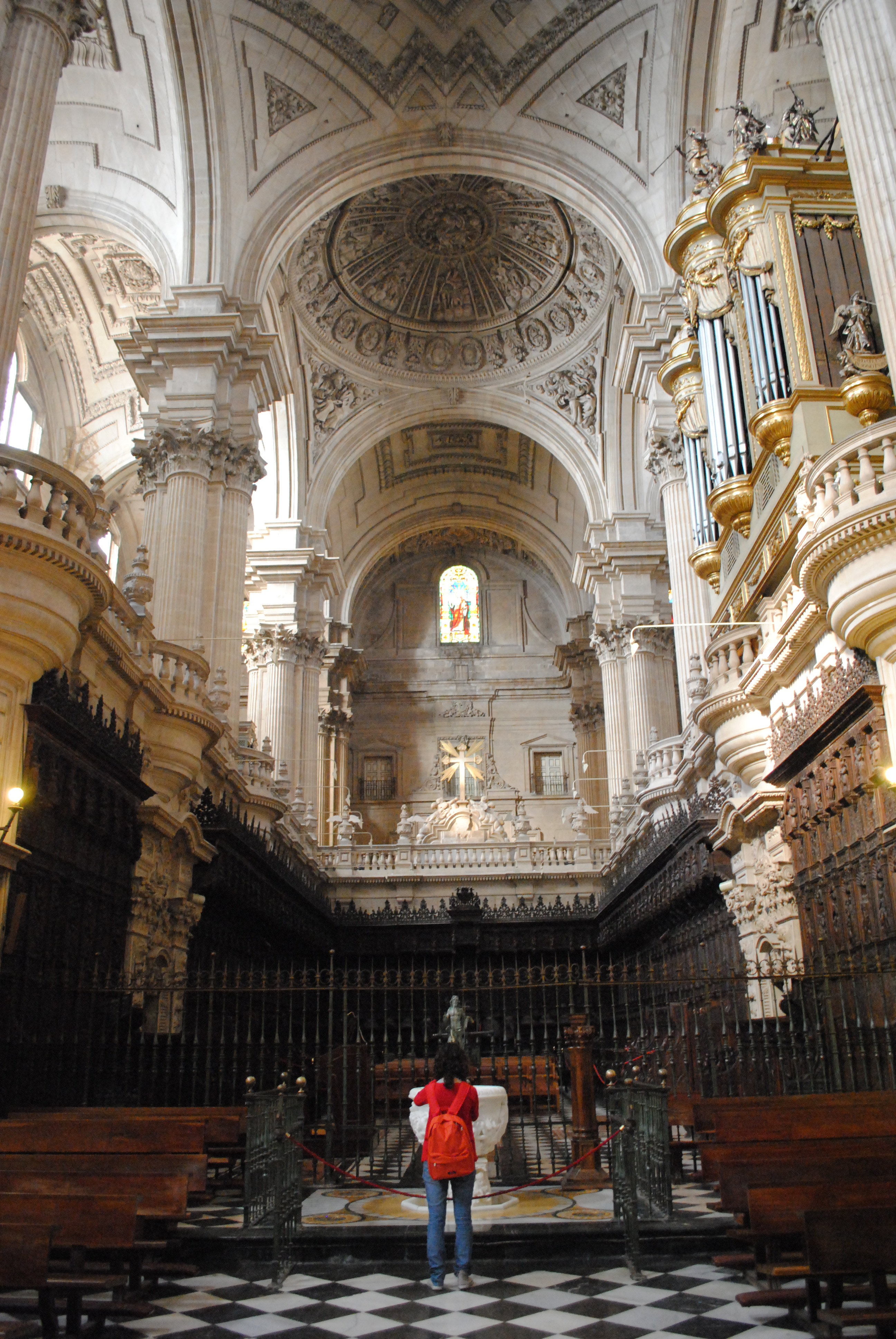
Bóvedas vaídas en la catedral de Jaén.
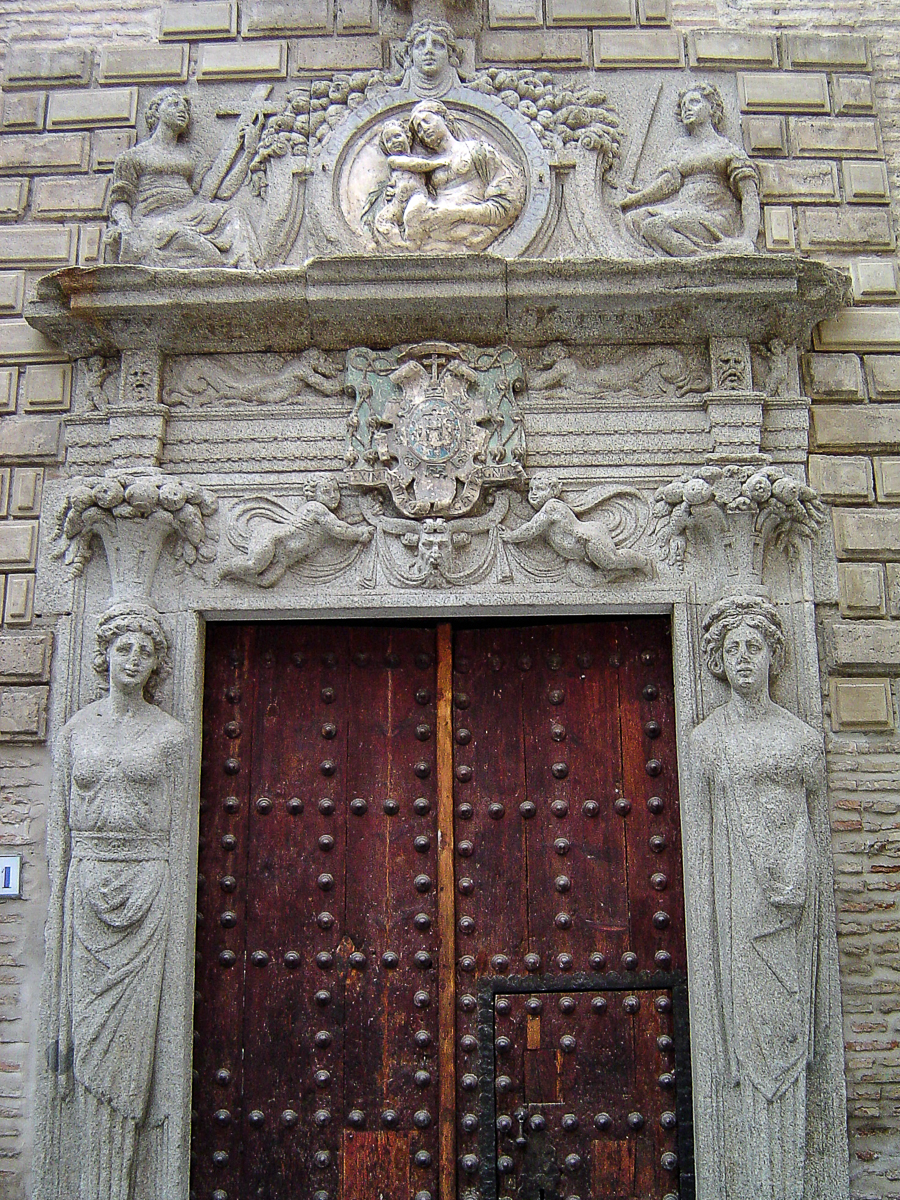
Portada del Colegio de Infantes (Toledo), de Villalpando.
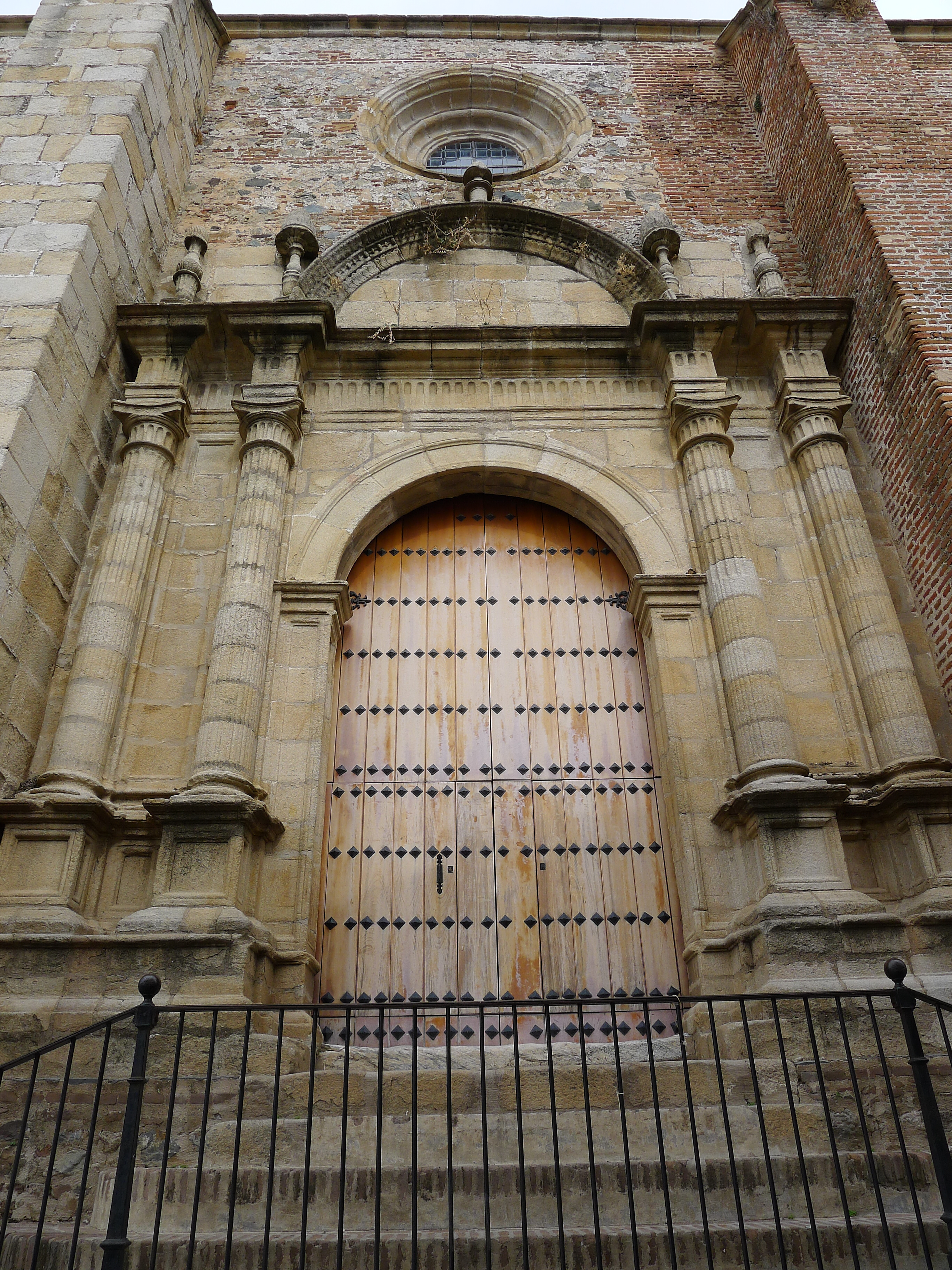
Iglesia de Nuestra Señora de la Asunción (Aroche), de Hernán Ruiz el Joven.
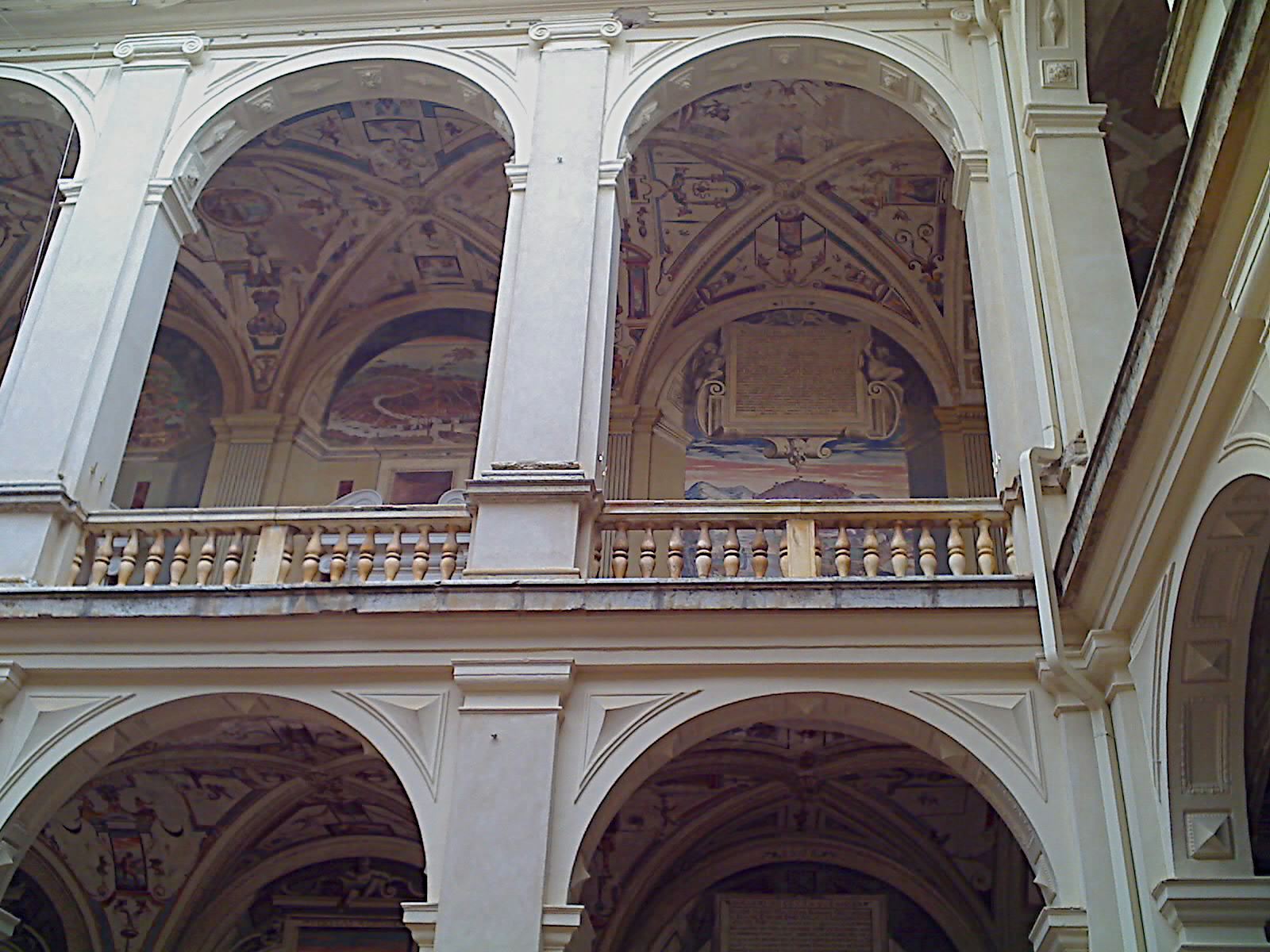
Palacio del Marqués de Santa Cruz (Viso).

### Herreriano
Además del propio complejo arquitectónico de El Escorial, Juan de Herrera proyectó el palacio de Aranjuez, la catedral de Valladolid y la lonja de Sevilla, la sede de la Universidad de Mercaderes o casa de Contratación —hoy Archivo General de Indias— construida de 1585 a 1597 bajo la dirección del aparejador Juan de Minjares que también lo había sido de las obras de El Escorial. Más ejemplos del estilo son el convento de San José (Ávila) o el palacio ducal de Lerma (ya en época de Felipe III), ambos de Francisco de Mora (otras de sus obras fueron terminadas por su sobrino Juan Gómez de Mora, que, a pesar de mantener una notable continuidad estética con el herreriano, pertenece a la época del Barroco). En Valladolid se desarrolló a partir de la influencia herreriana un "foco clasicista" con arquitectos como Diego de Praves y su hijo Francisco de Praves (que tradujo a Palladio, y ya pertenece al ambiente del primer Barroco de comienzos del siglo XVII).

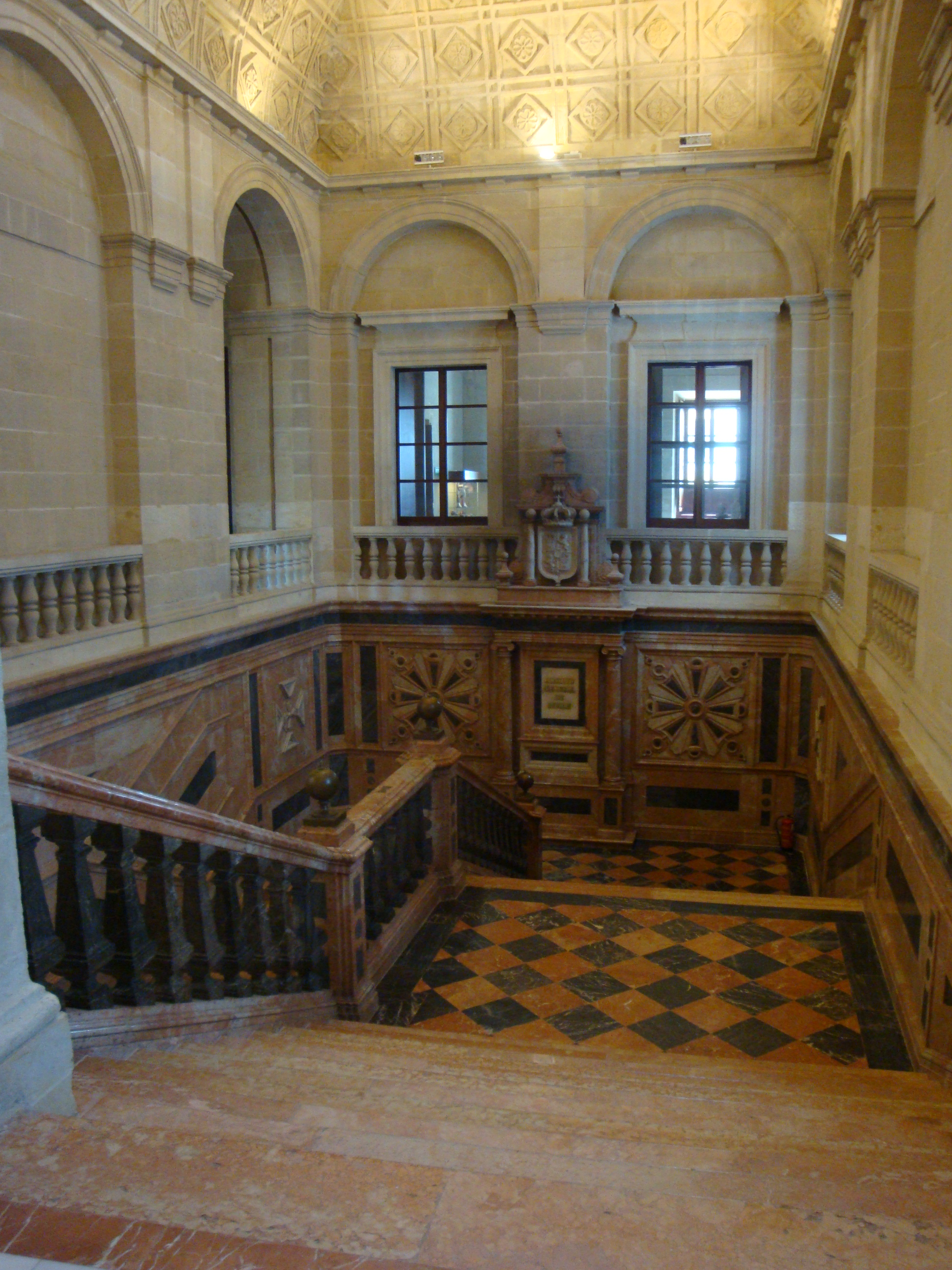
Escalera de la lonja de Sevilla.
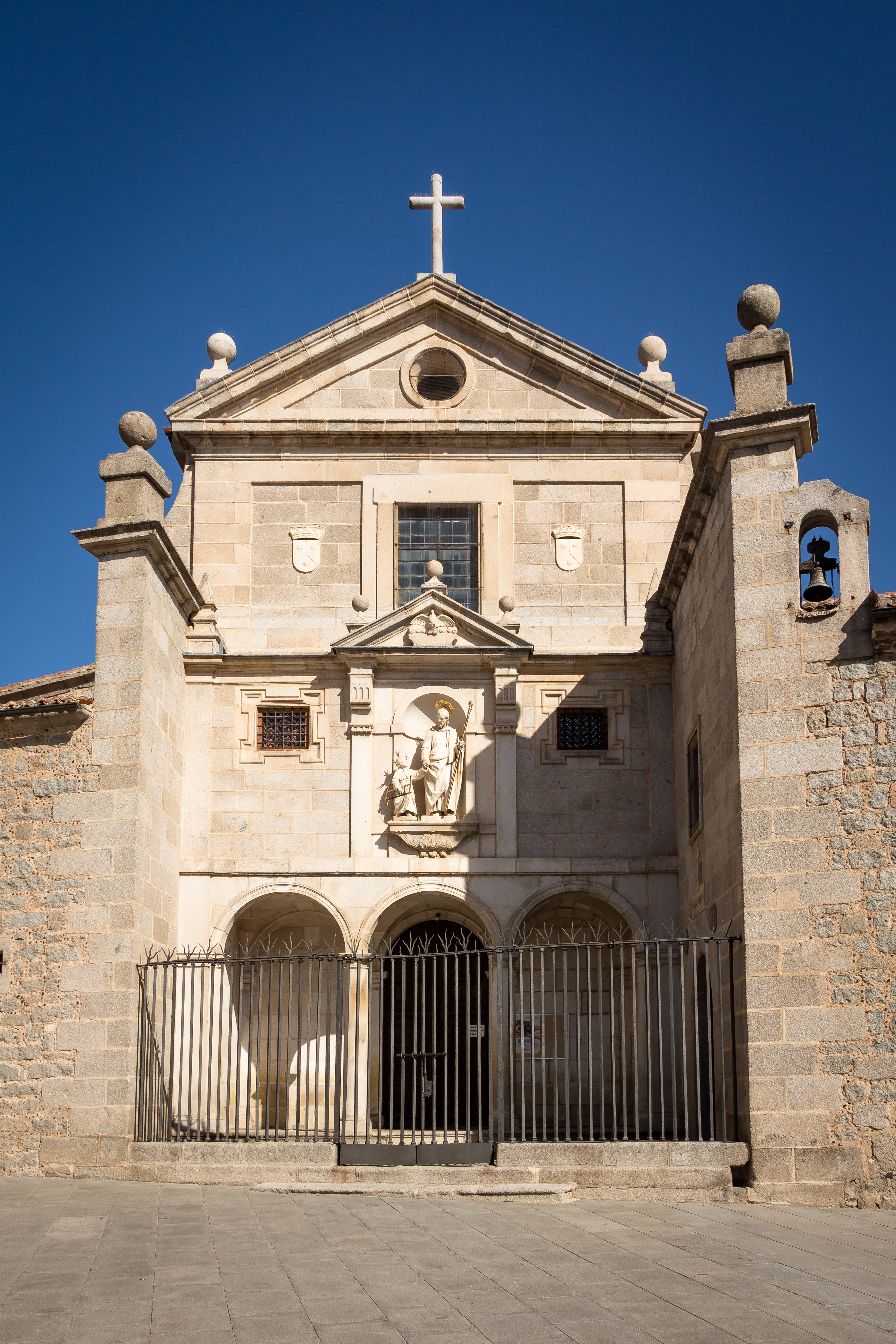
Iglesia del convento de San José (1562, 1605-?) (Ávila), obra de Francisco de Mora
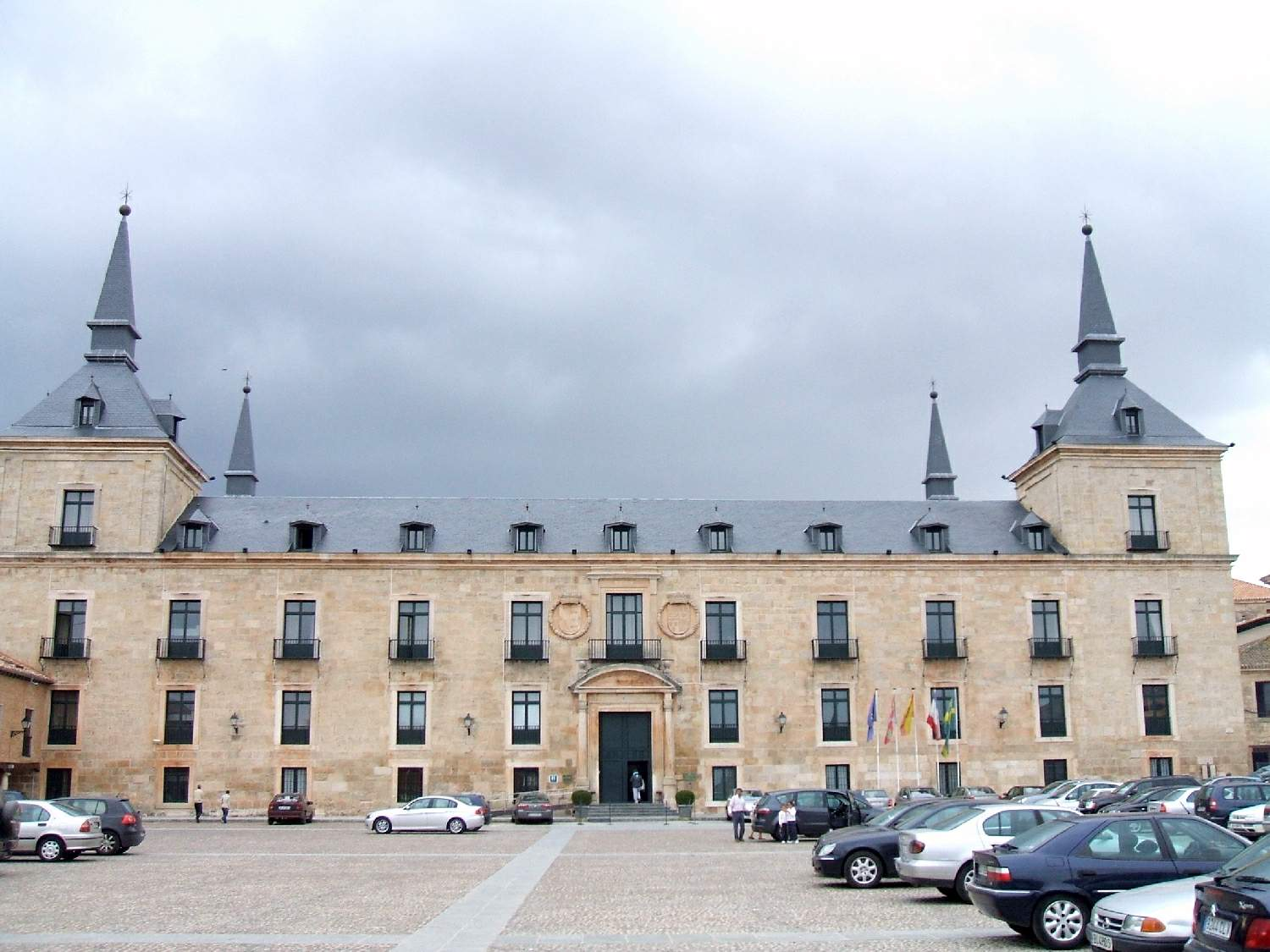
Palacio ducal de Lerma (1601-1617), de Francisco de Mora y Alberto de la Madre de Dios
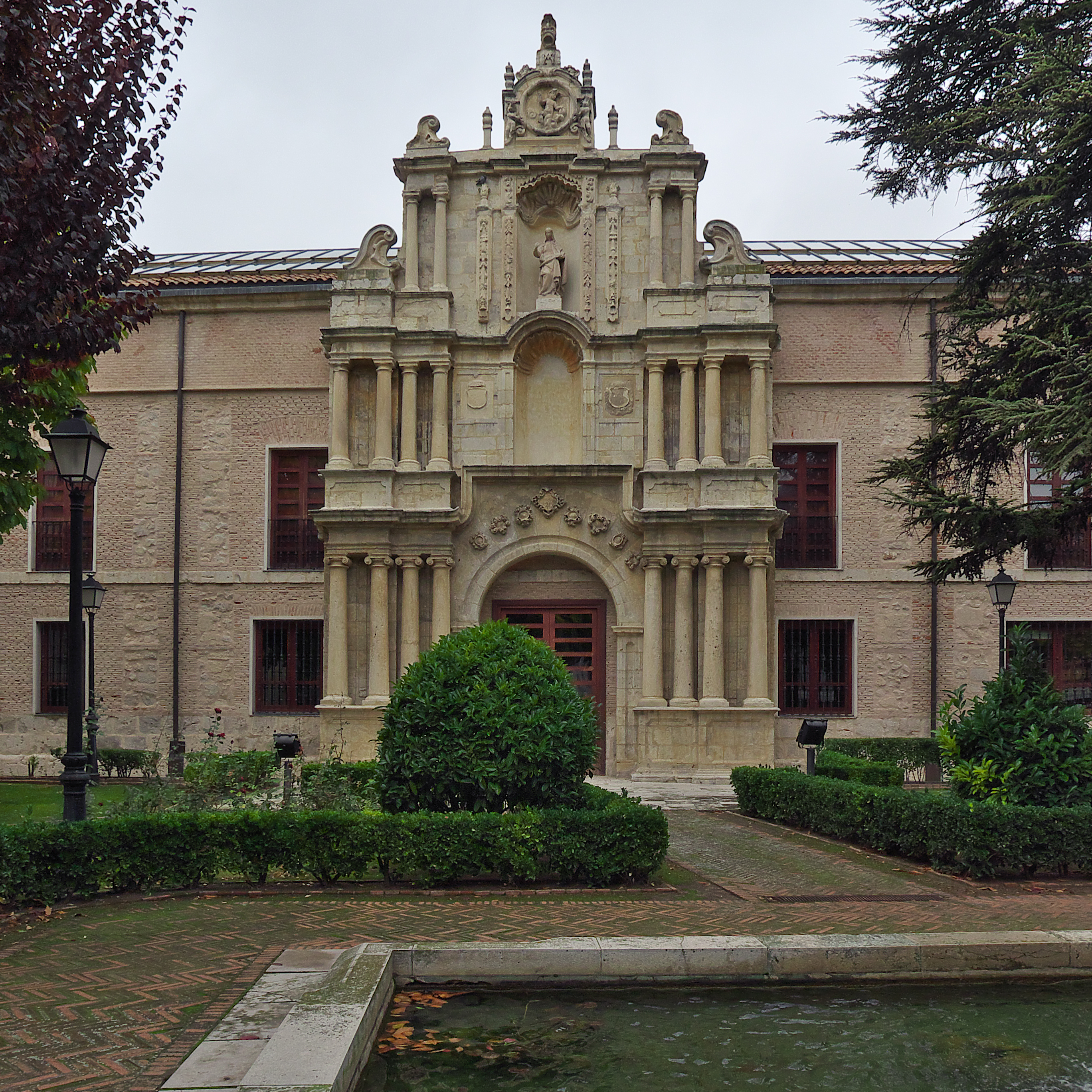
Fachada del Colegio de San Ambrosio de Valladolid, de Francisco de Praves
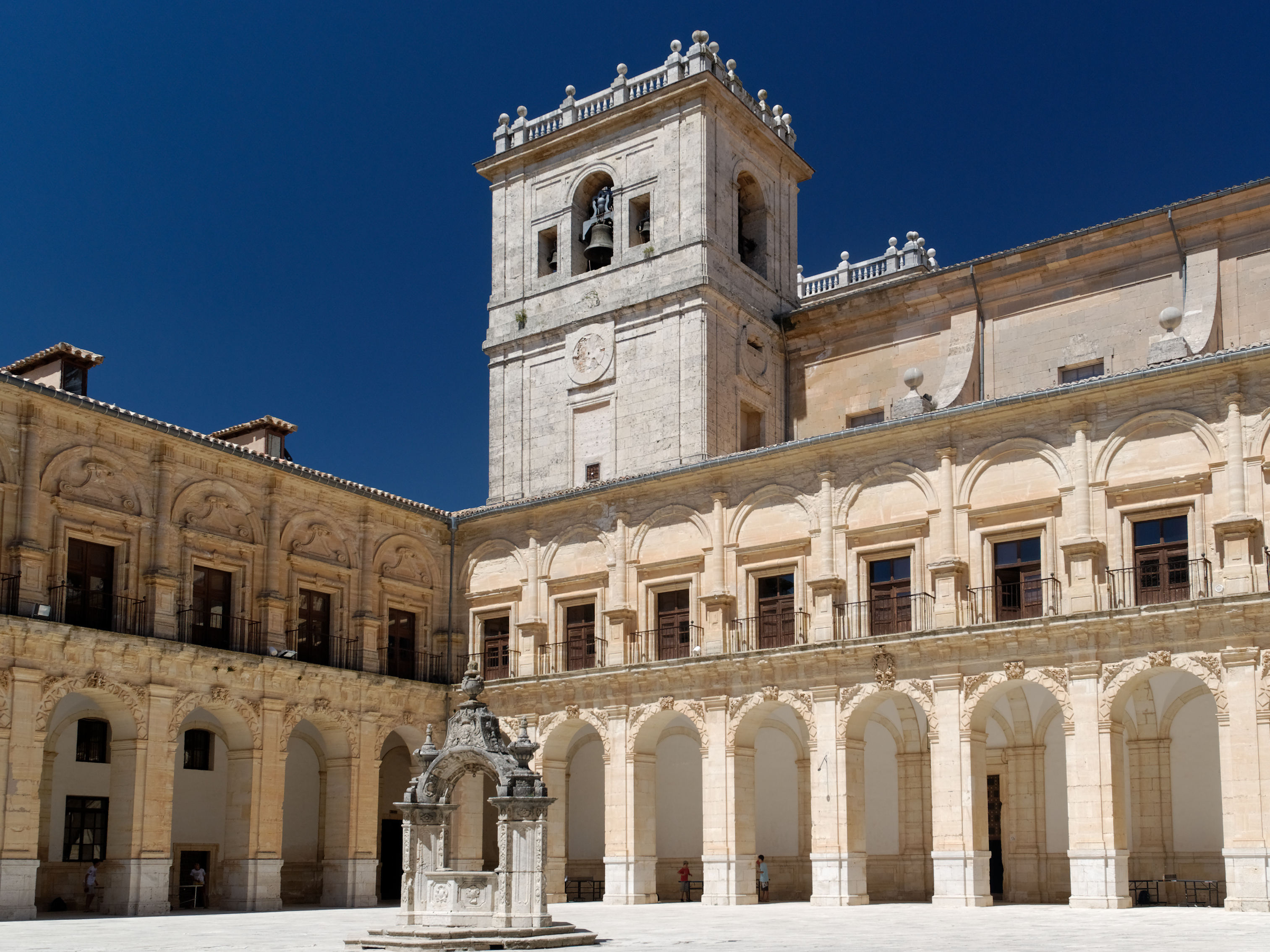
Patio del monasterio de Uclés

## Escultura

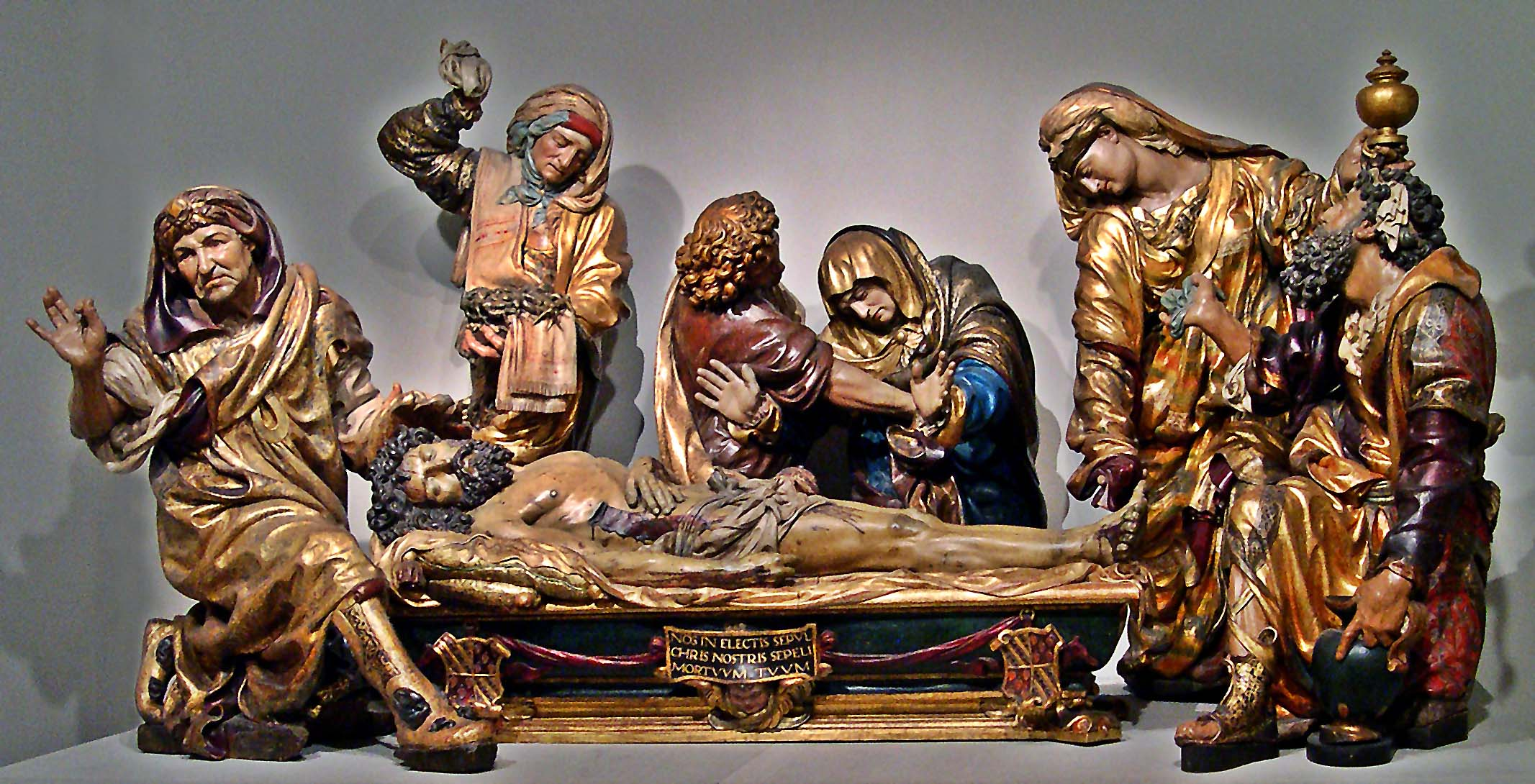
El entierro de Cristo de Juan de Juni (1541-1545)

Ya se podía considerar manierista la escultura de Alonso de Berruguete, en la primera mitad del siglo, o de Juan de Juni, de cronología algo posterior.
A mediados de siglo se localiza el manierismo romanista de Gaspar Becerra (retablo de la catedral de Astorga).
En el proyecto escurialense trabajaron, además del propio Herrera (que diseñó el retablo mayor de la basílica del monasterio), el español Juan Bautista Monegro (patio de los Reyes) y los italianos Leon Leoni y Pompeyo Leoni (grupos orantes de la familia real).

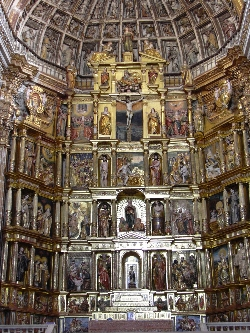
Retablo mayor de San Jerónimo en Granada, de Pablo de Rojas.
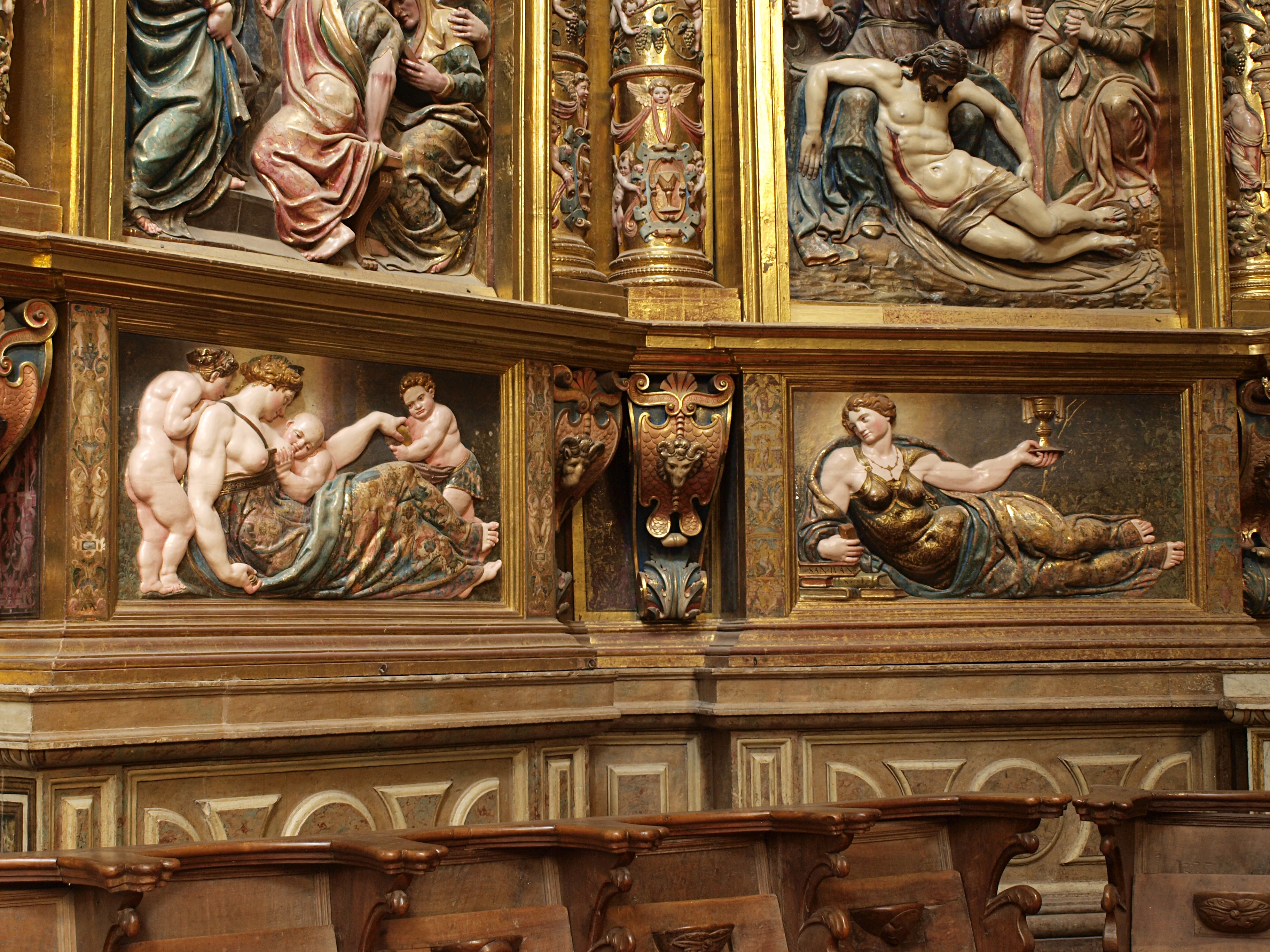
Detalle del altar mayor de Astorga, de Gaspar Becerra.
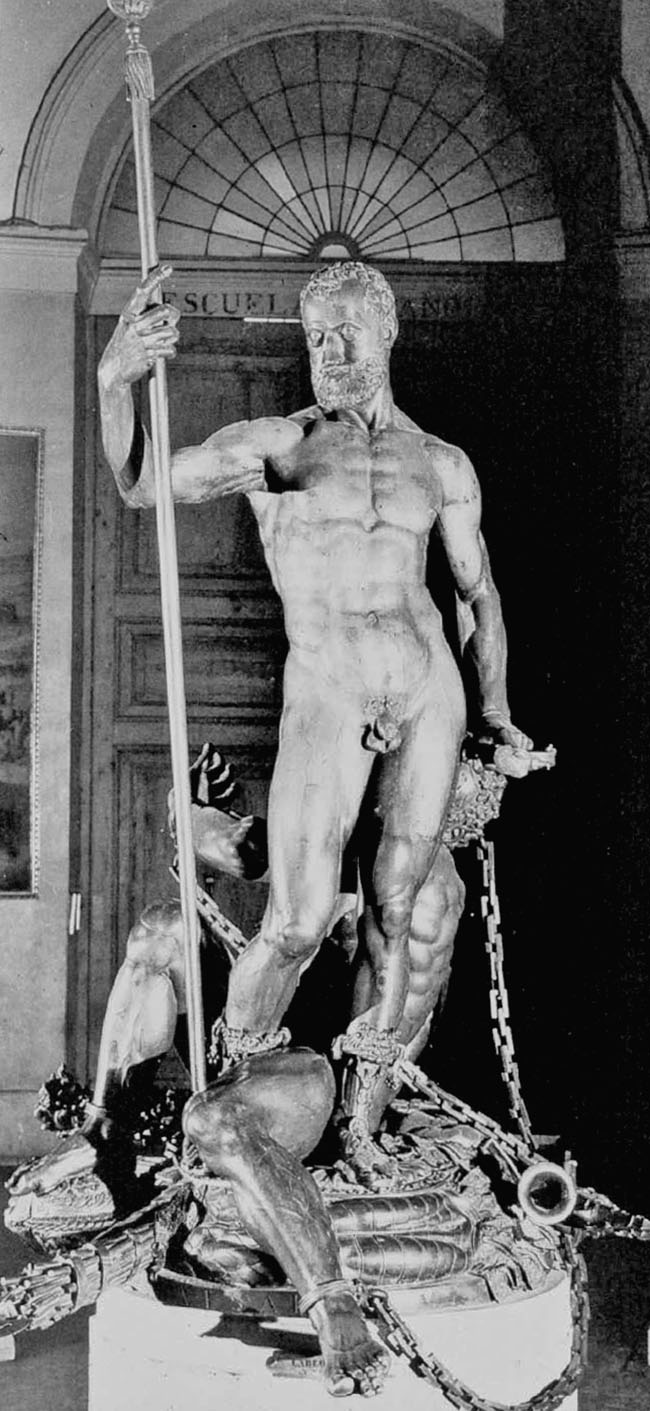
Carlos V y el Furor, de los Leoni.
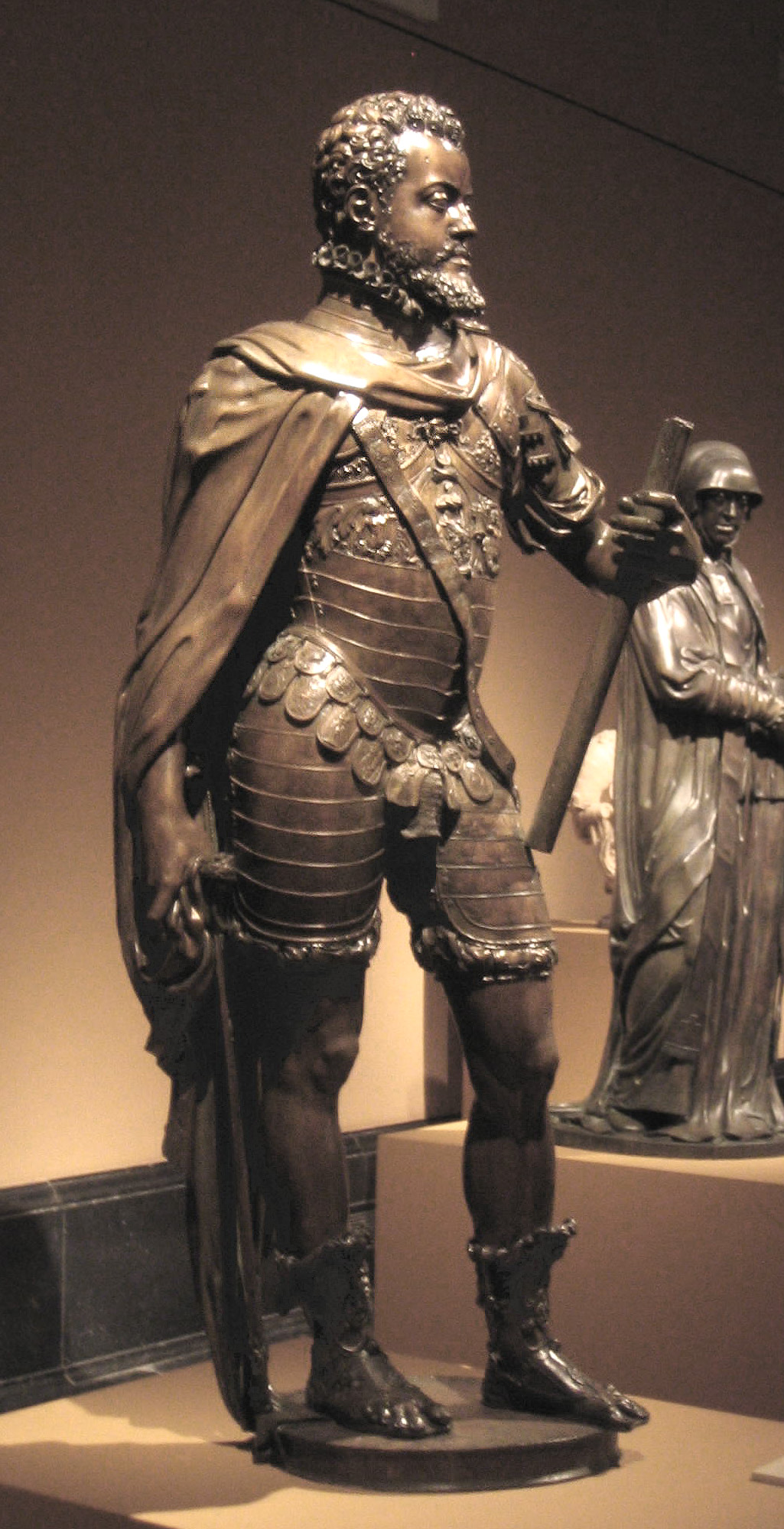
Felipe II, de los Leoni.
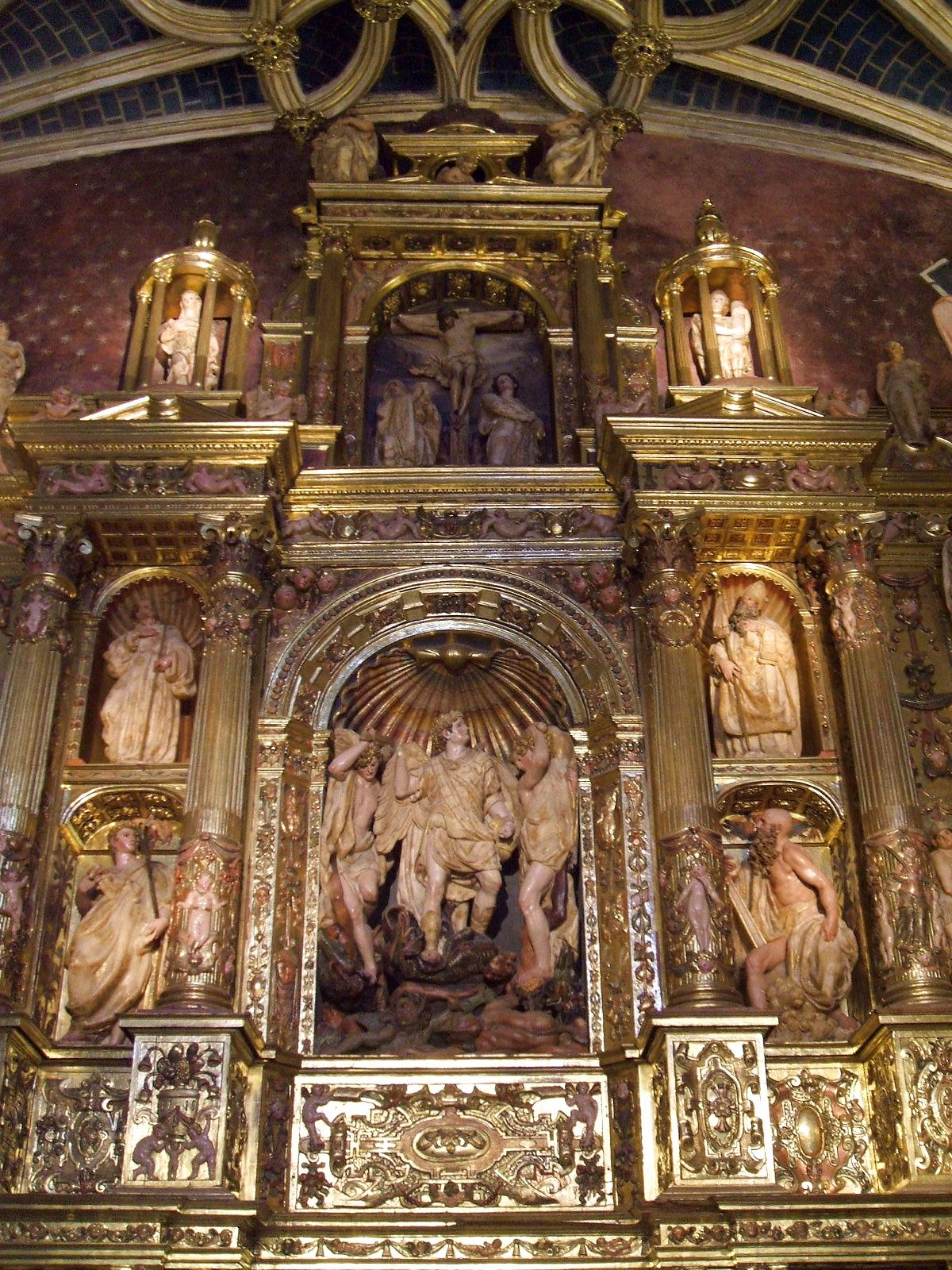
Retablo de la Capilla de los Santos Miguel, Gabriel y Rafael en la Seo de Zaragoza, de Juan de Ancheta.
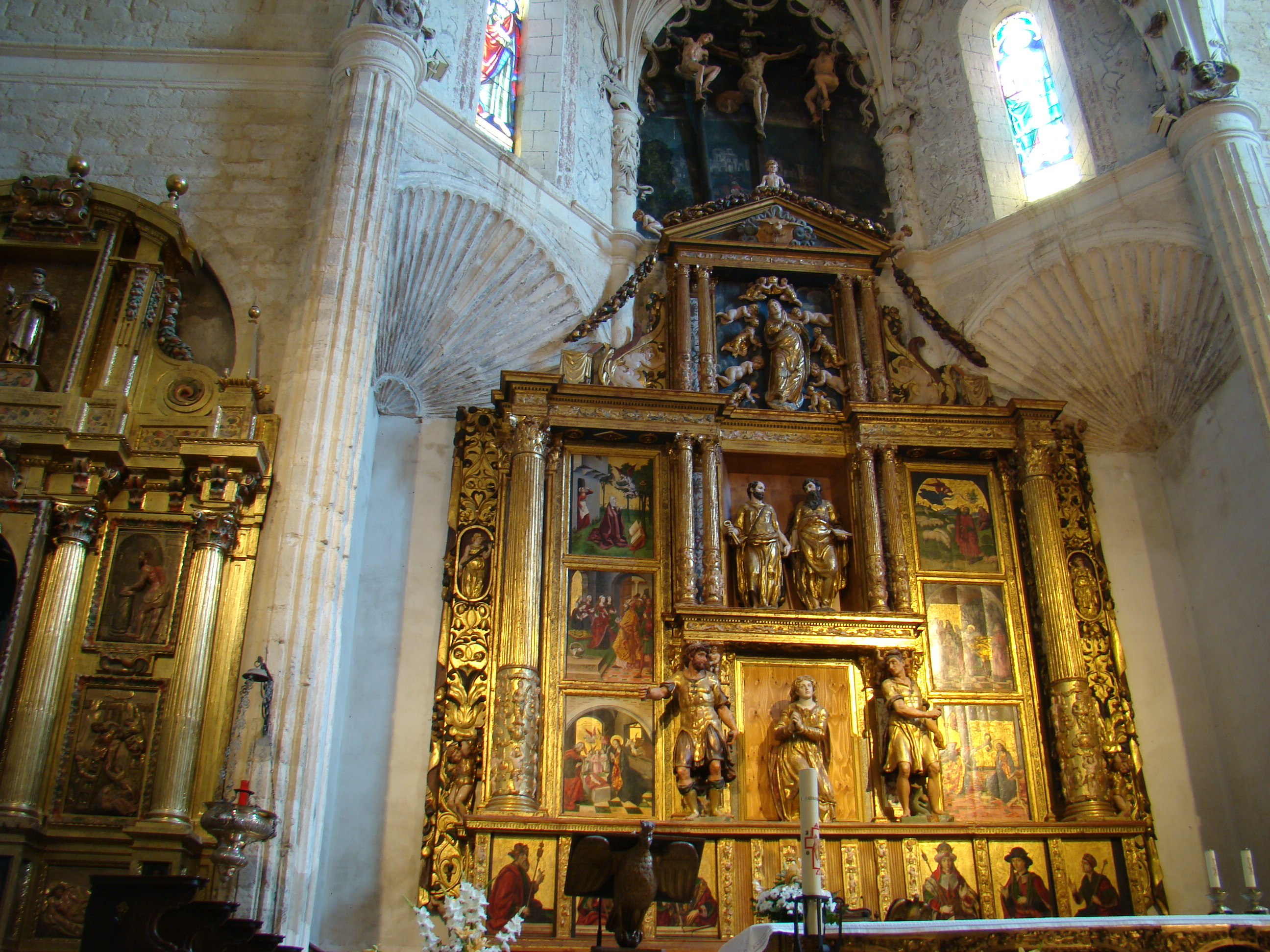
Retablo mayor de Santa Eulalia (Paredes de Nava), una obra colectiva del taller de los Berruguete (Pedro Berruguete, Alonso Berruguete e Inocencio Berruguete), y de un artista emparentado, Esteban Jordán (casado con una sobrina de Alonso). El calvario es de otro discípulo del taller Berruguete.

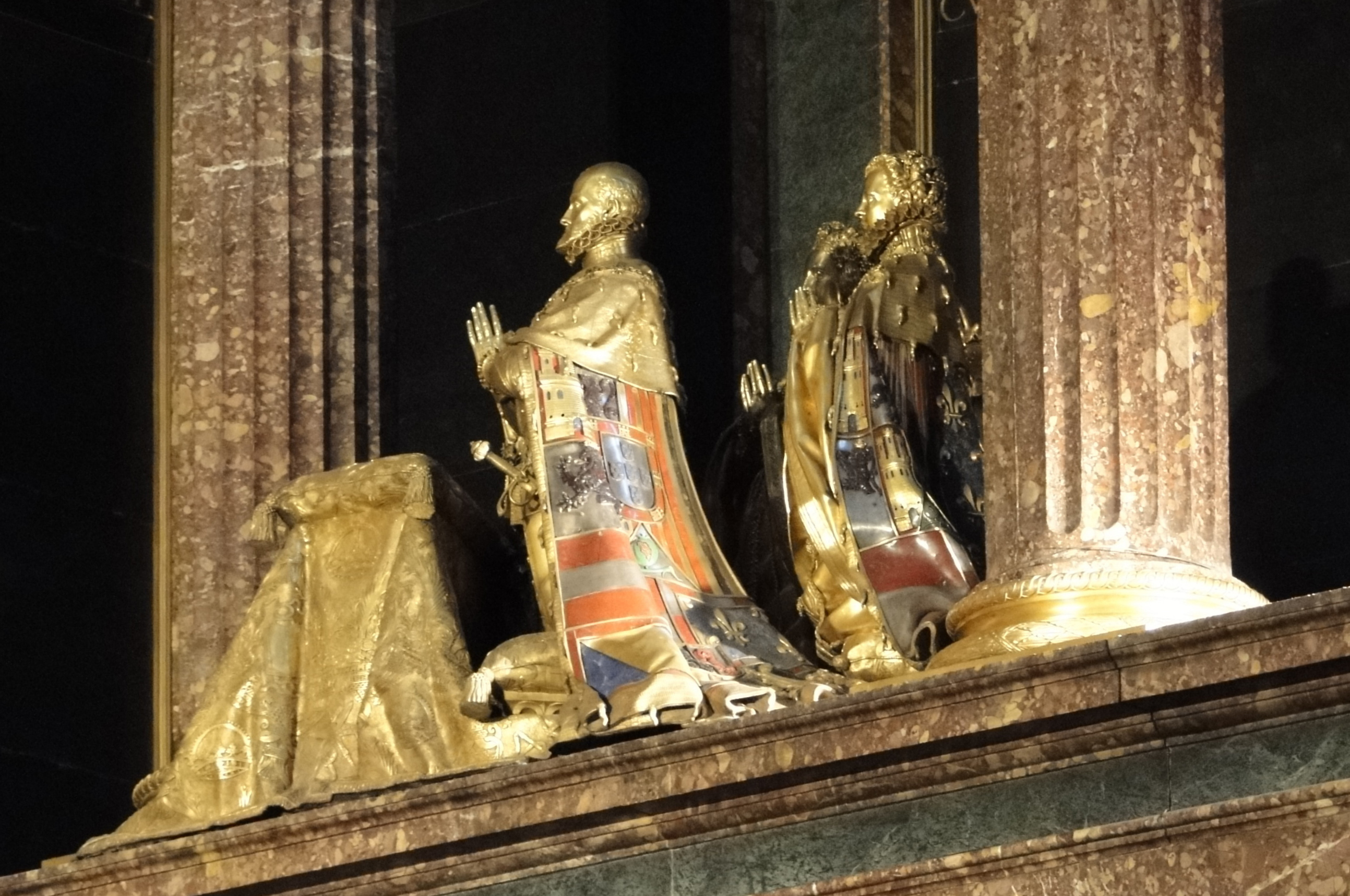
Grupo de orantes de Felipe II en el Escorial, de Pompeyo Leoni.
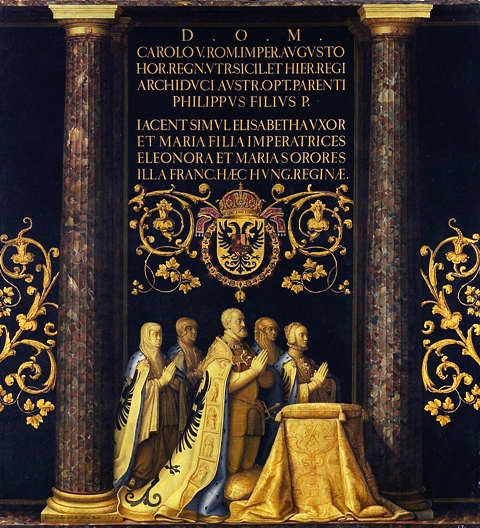
Grupo de orantes de Carlos V en el Escorial, de los Leoni (reproducción pictórica de Pantoja de la Cruz).
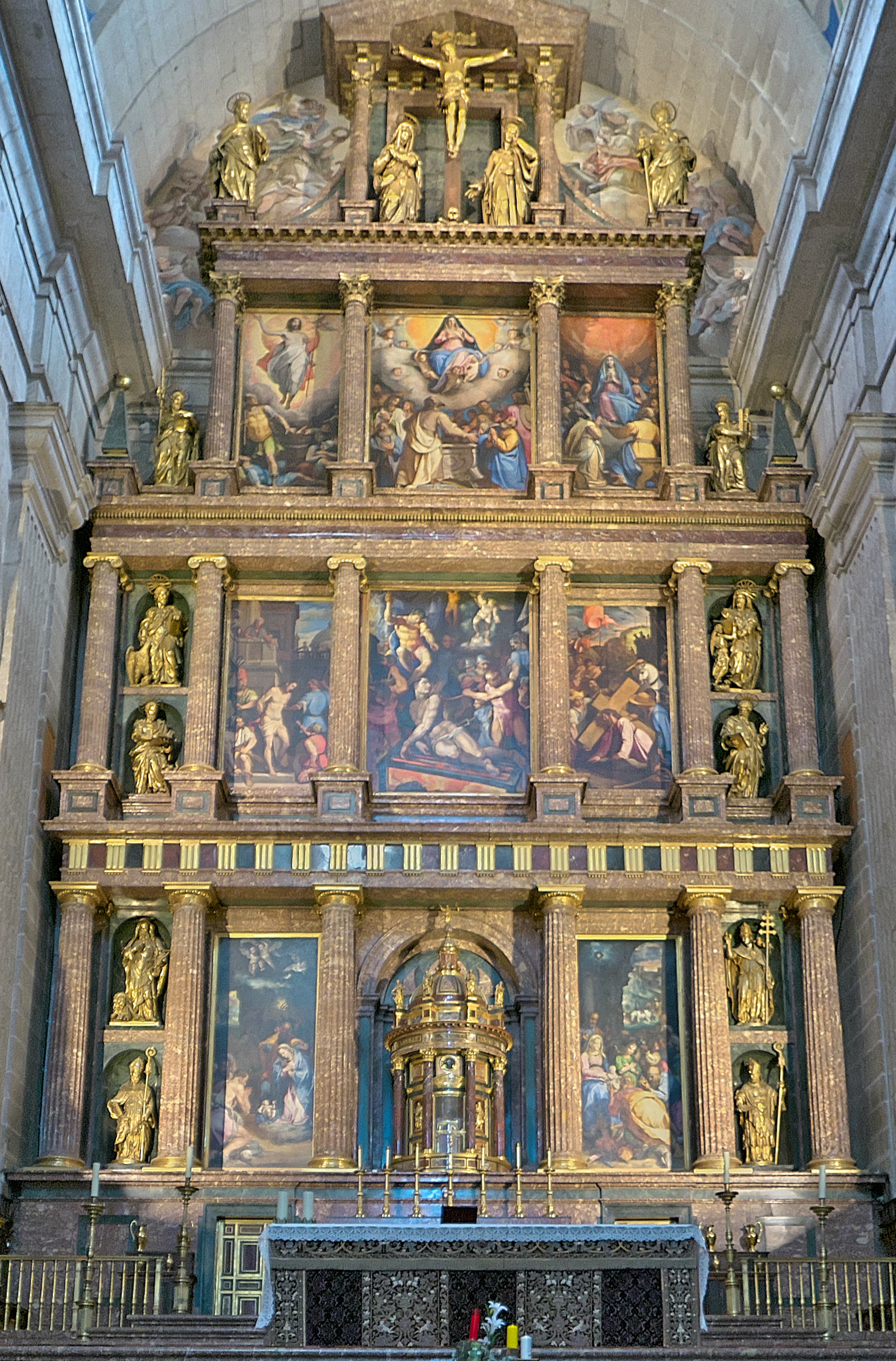
Retablo mayor de San Lorenzo de El Escorial
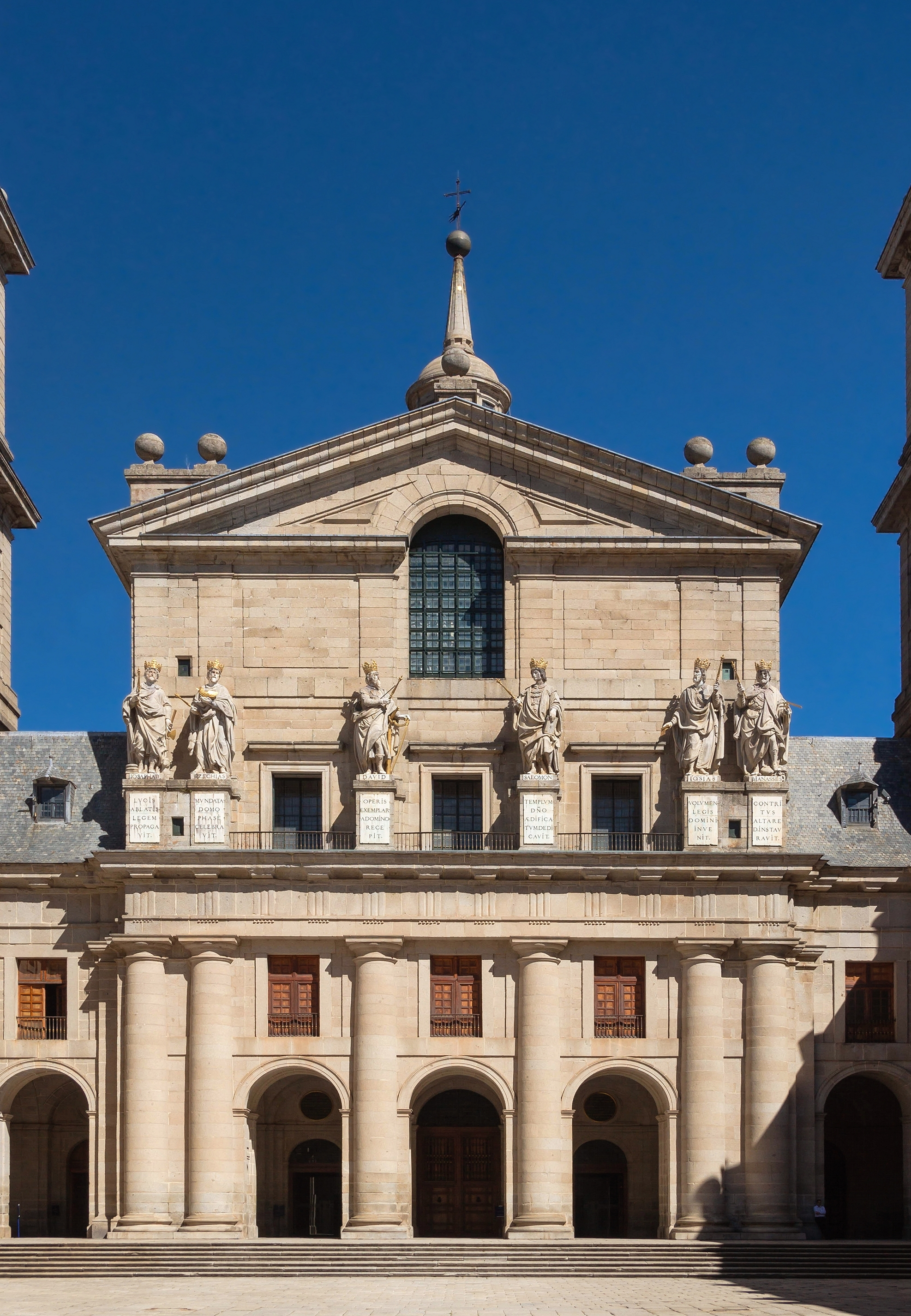
rupo de reyes de Israel del patio de los Reyes de El Escorial, de Juan Bautista Monegro
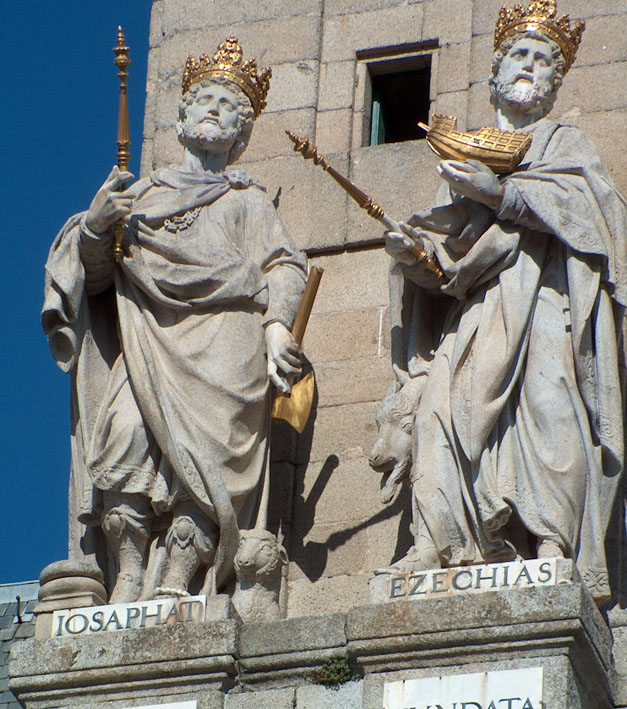
Josías y Manasés, detalle del grupo de reyes de Israel del patio de los Reyes de El Escorial, de Juan Bautista Monegro.

## Pintura

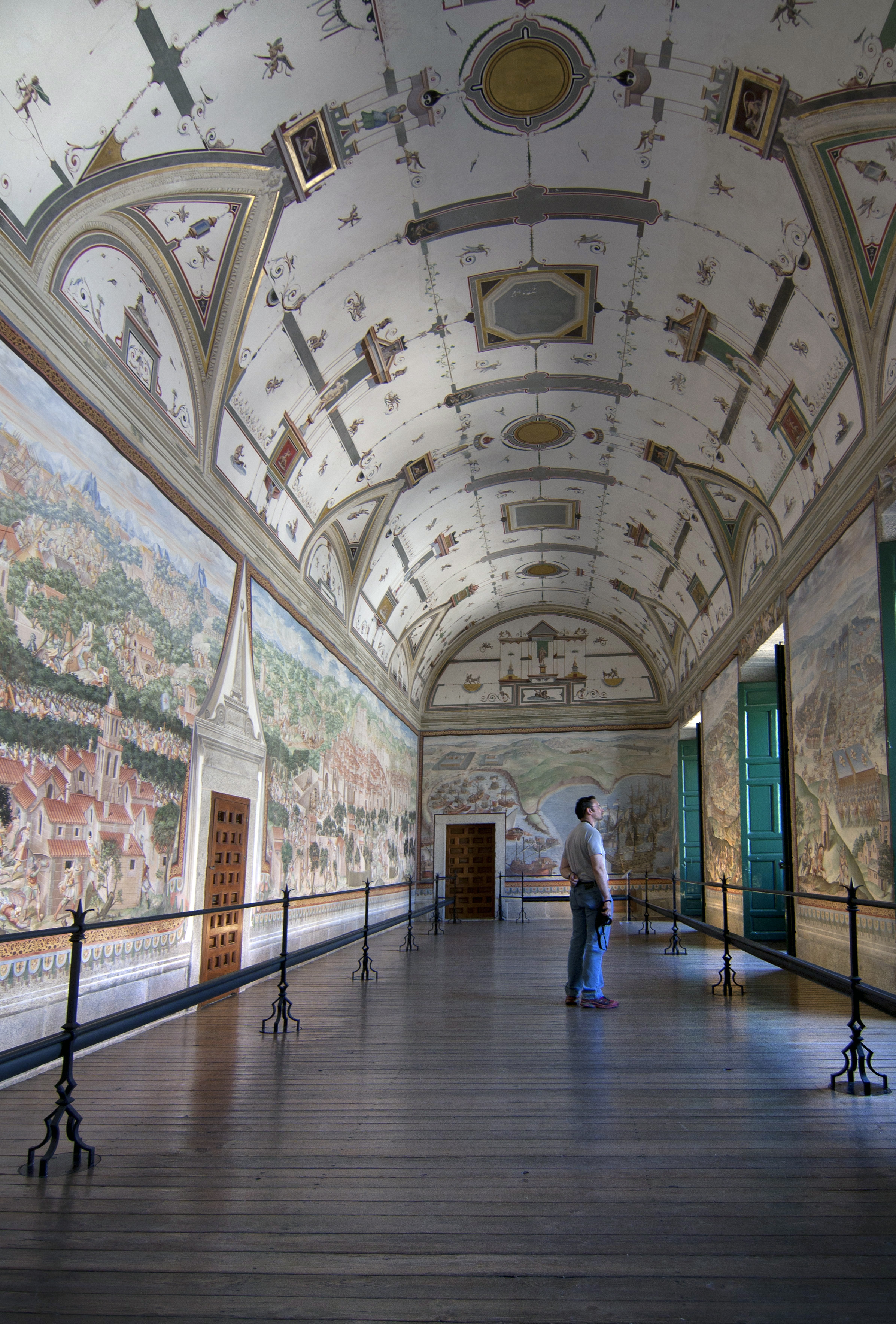
Frescos de la Galería de las batallas o Sala de las Batallas de El Escorial, donde, entre otros (su enorme superficie la hacen excepcional en la historia de la pintura), trabajaron Niccolò Granello, Fabrizio Castello, Orazio Cambiaso (hijo de Luca Cambiaso) y Lazzaro Tavarone.

El escultor Gaspar Becerra también destacó como pintor de frescos (palacio de El Pardo). Otros pintores de la época fueron Pedro de Campaña y Luis de Morales ("el Divino Morales"), caracterizado por sus figuras alargadas, colores fríos y expresiones intensas. Tales rasgos estilísticos, que por otro lado son propios del manierismo, tienen una particularidad aplicación al fervor místico que los hace precedentes del estilo de la madurez El Greco, pintor originario de Creta que, tras un productivo paso por Italia, fue reclutado para El Escorial, aunque no terminara trabajando en él ni en la corte por no conectar con el gusto de Felipe II (rechazó El martirio de San Mauricio). Pasó el resto de su vida trabajando en Toledo para una clientela selecta de clérigos y caballeros.
Como pintores de corte trabajaron retratistas excepcionales: el flamenco Antonio Moro, los españoles Alonso Sánchez Coello y Juan Pantoja de la Cruz y la italiana Sofonisba Anguissola (uno de los raros casos de pintoras de éxito).
En la decoración pictórica de El Escorial trabajaron los españoles Juan Fernández de Navarrete "el mudo", Luis Carvajal o Diego de Urbina, y un grupo de italianos del gusto del propio rey, como Luca Cambiaso o Pellegrino Tibaldi.
A veces se denomina con el equívoca etiqueta de luminismo el estilo pictórico de esta época, que evolucionó en los últimos años del siglo XVI y los primeros del siglo XVII al etiquetado con las denominaciones tenebrismo y caravaggismo. En cualquier caso, la determinación de a qué llamar "manierismo" en pintura, como en otras artes, es un problema no resuelto.

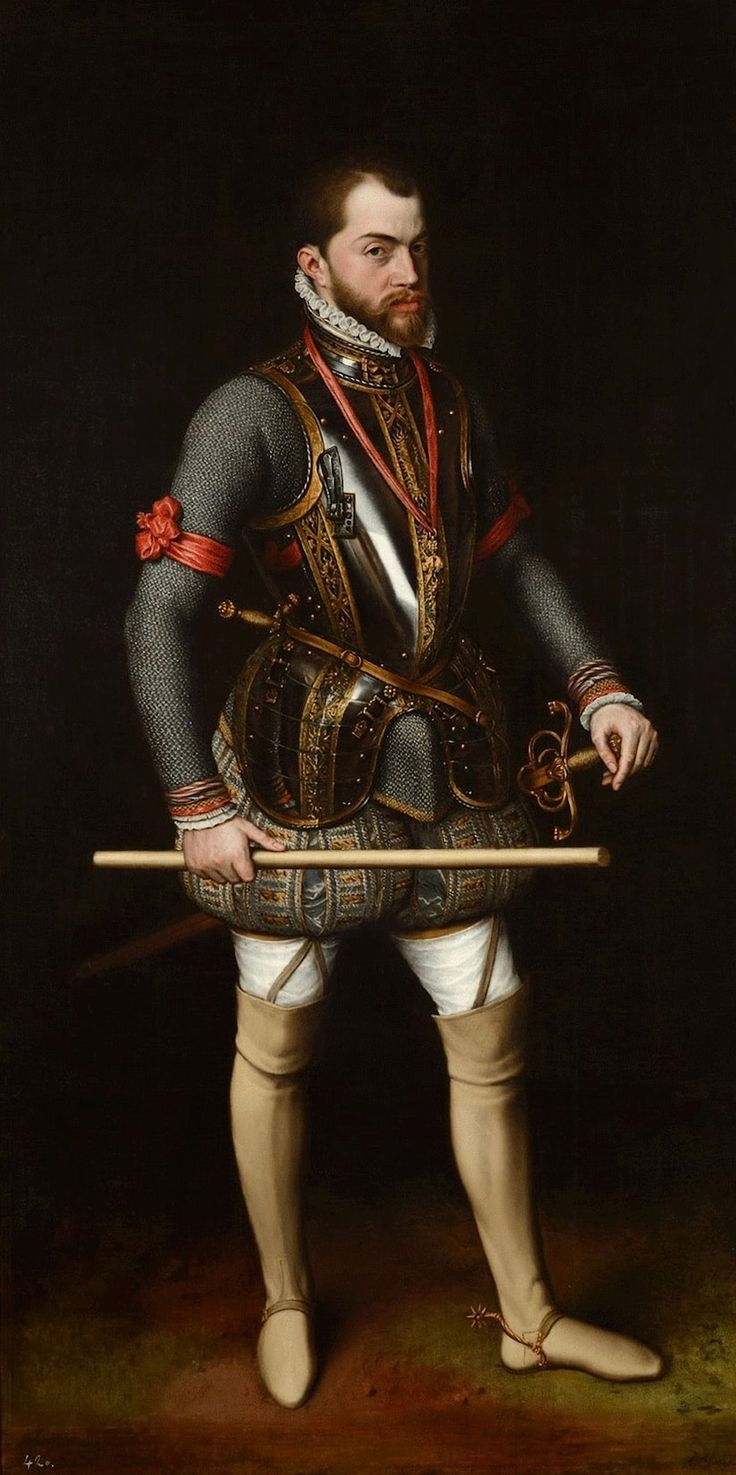
Retrato de Felipe II (1557), de Antonio Moro.
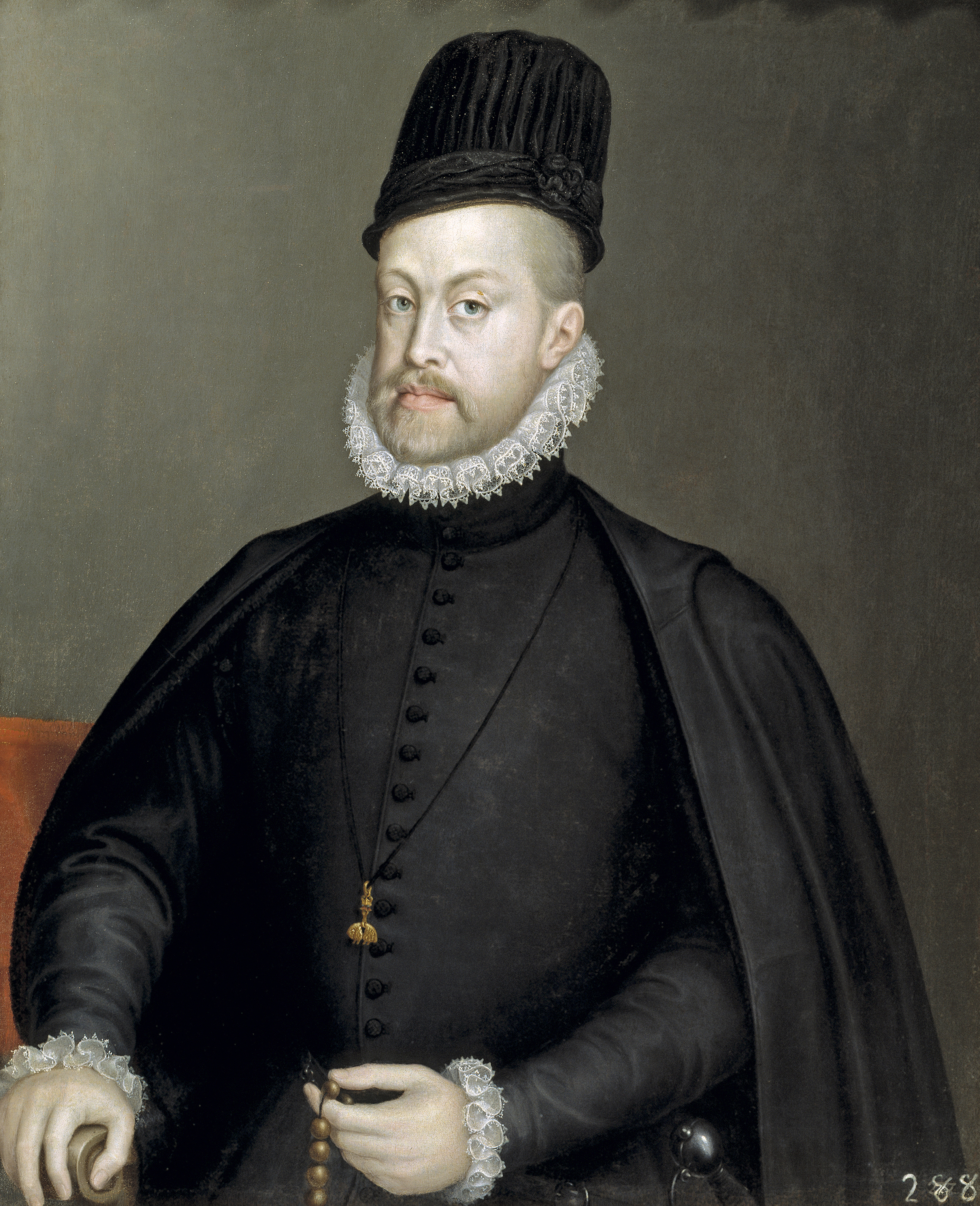
Retrato de Felipe II (después de 1570), de Sofonisba Anguissola.
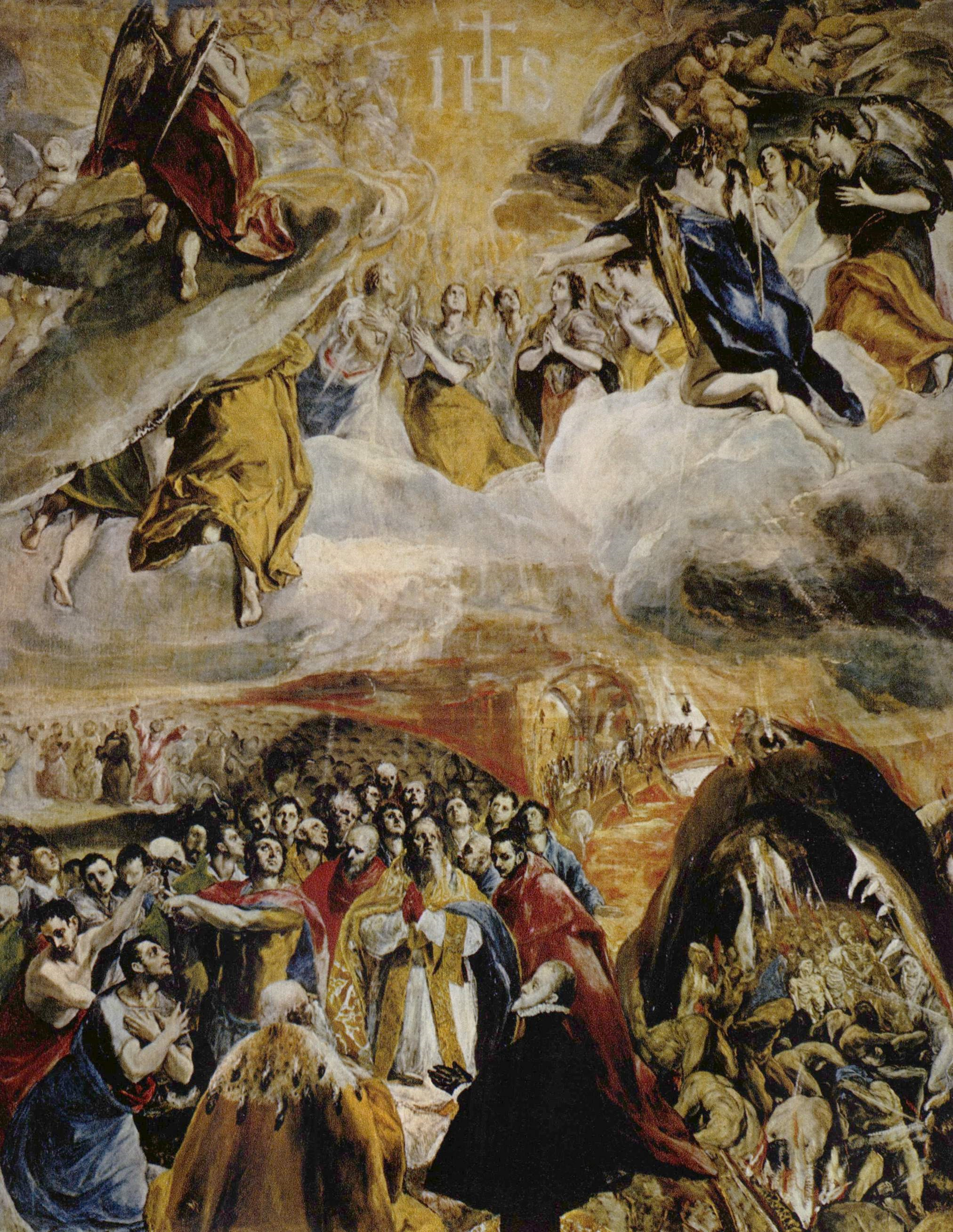
El sueño de Felipe II, Adoración del nombre de Jesús o Alegoría de la Liga Santa, de El Greco.
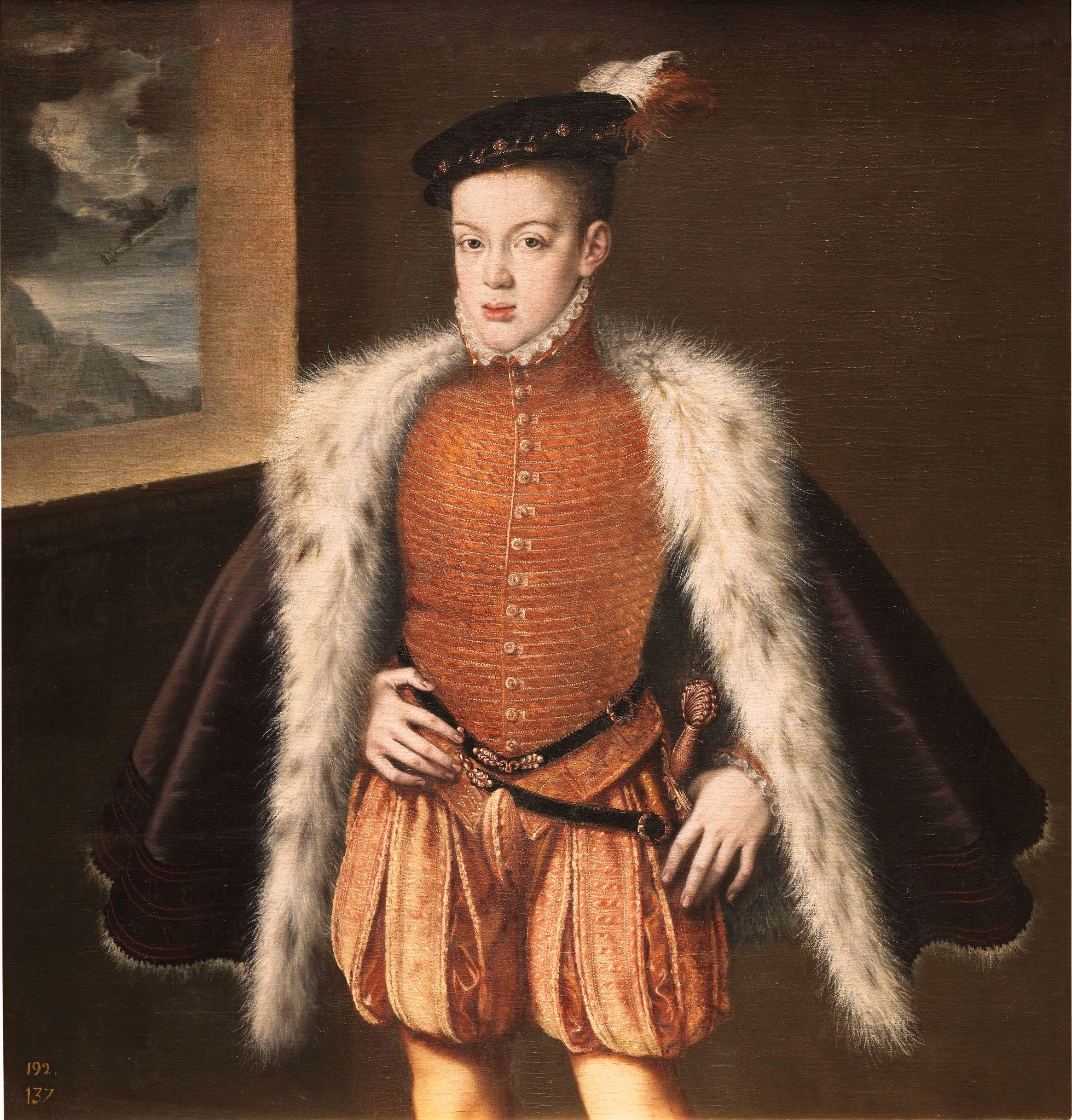
Retrato de el príncipe Don Carlos, de Sánchez Coello
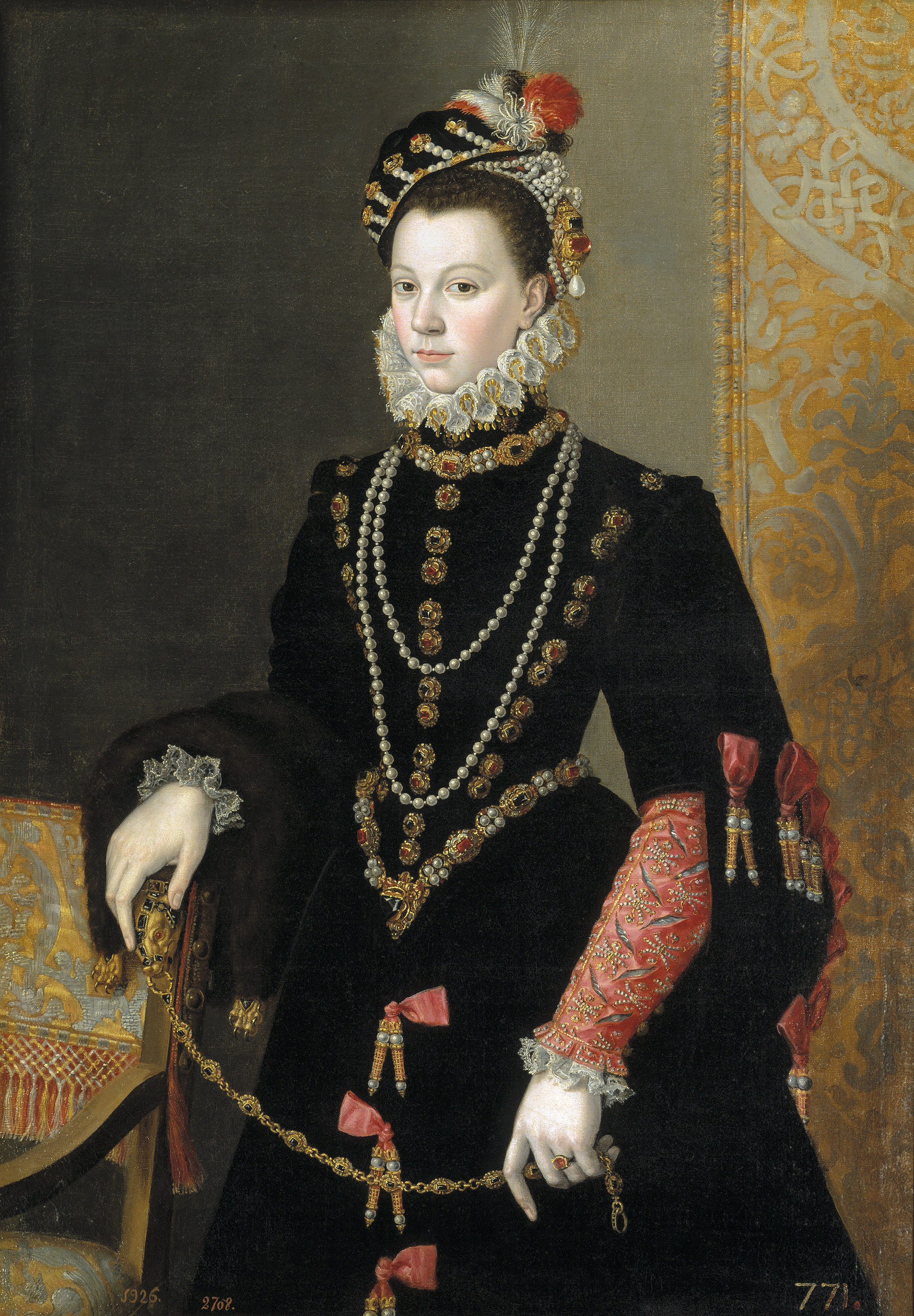
Retrato de Isabel de Valois, de Pantoja de la Cruz.
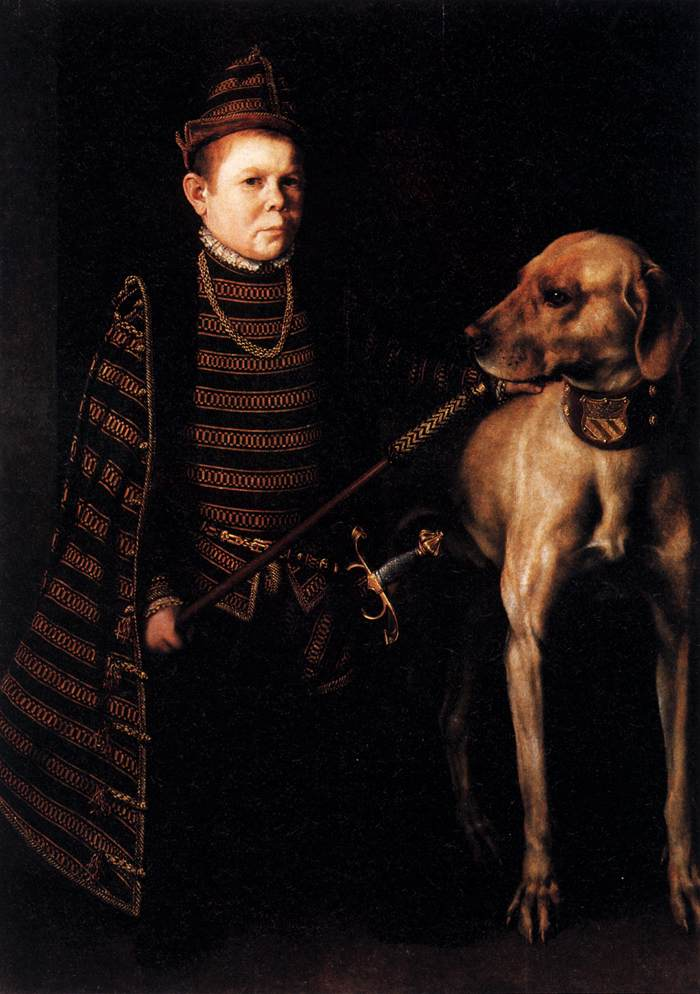
El enano del cardenal Granvela, de Antonio Moro.
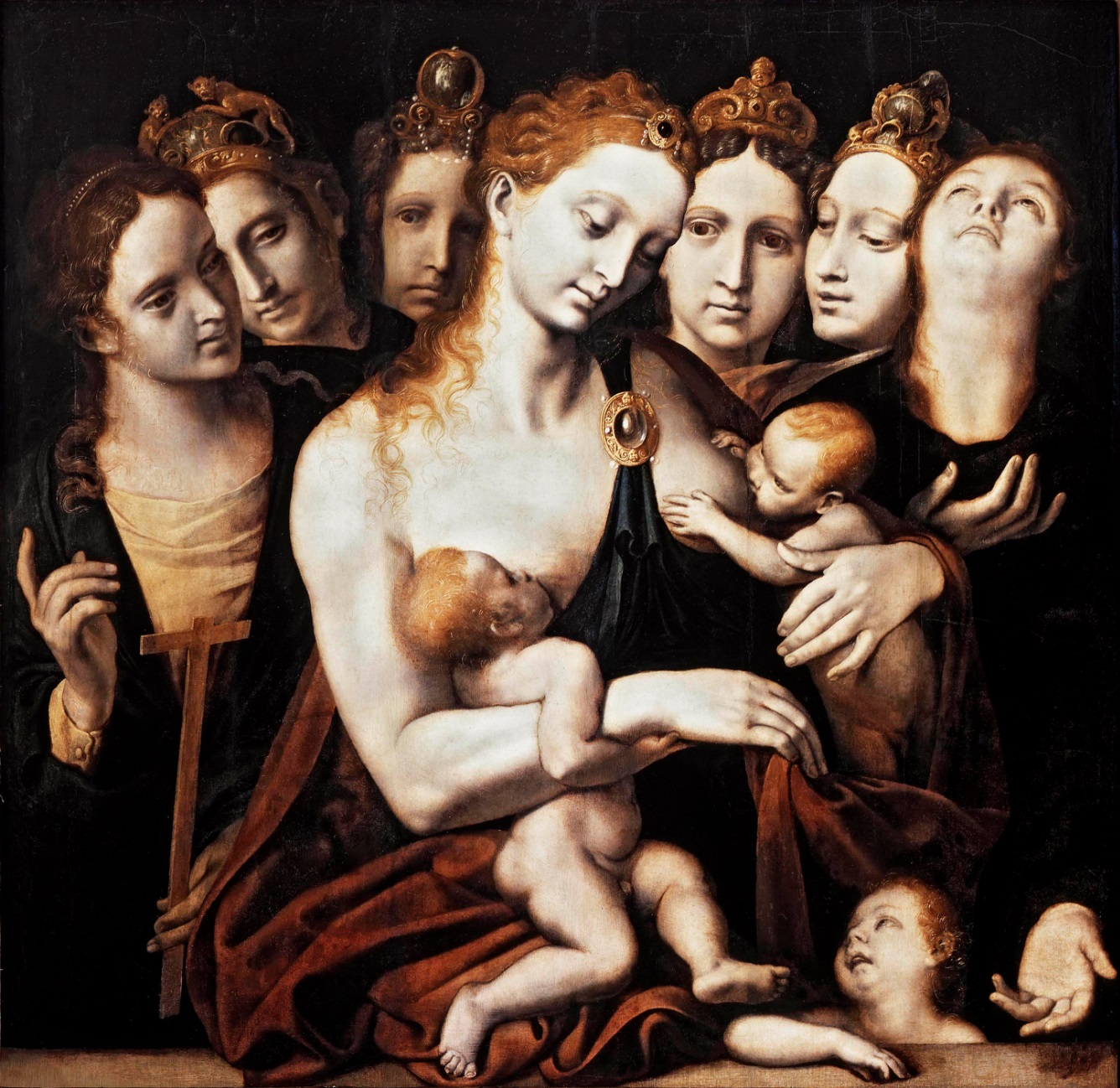
Las siete virtudes, de Pedro de Campaña.
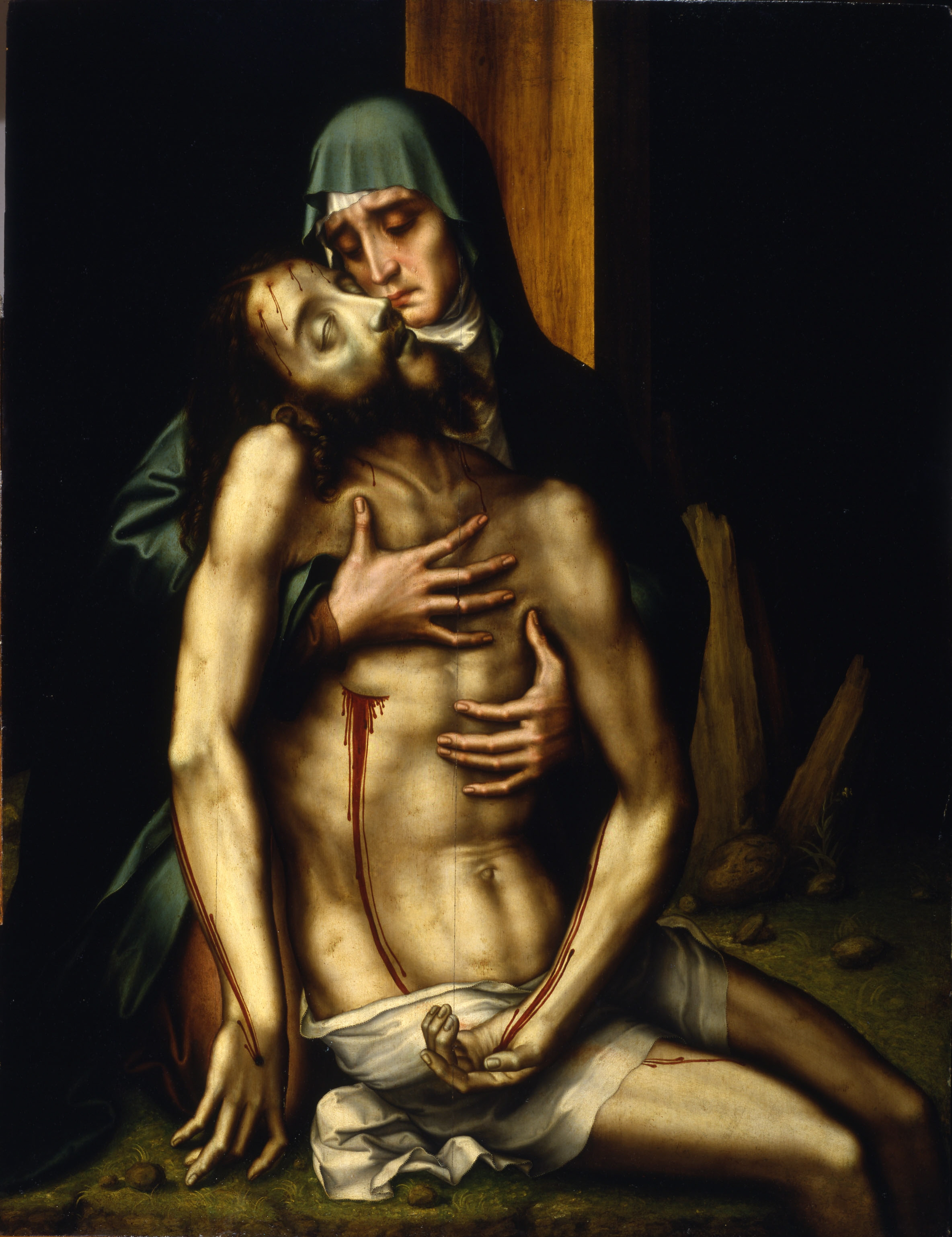
Piedad, de Luis de Morales.
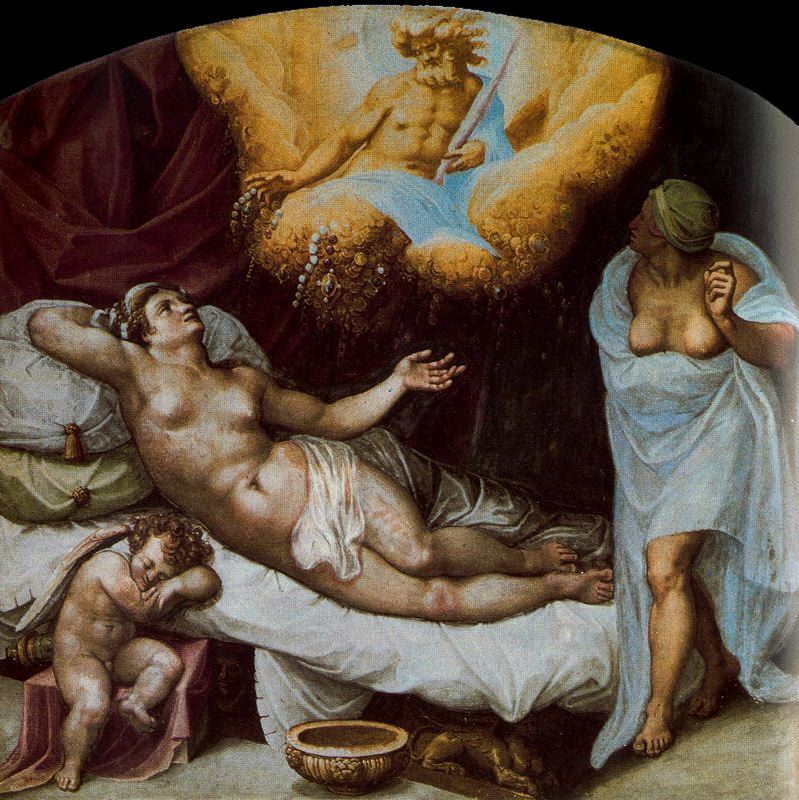
Danae recibiendo la lluvia de oro (fresco en El Pardo), de Gaspar Becerra.
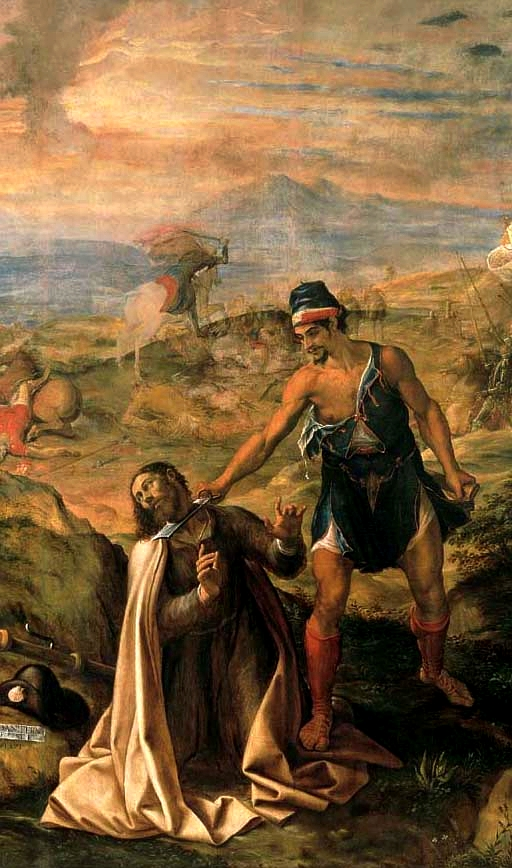
Martirio de Santiago, de Navarreta "el mudo".
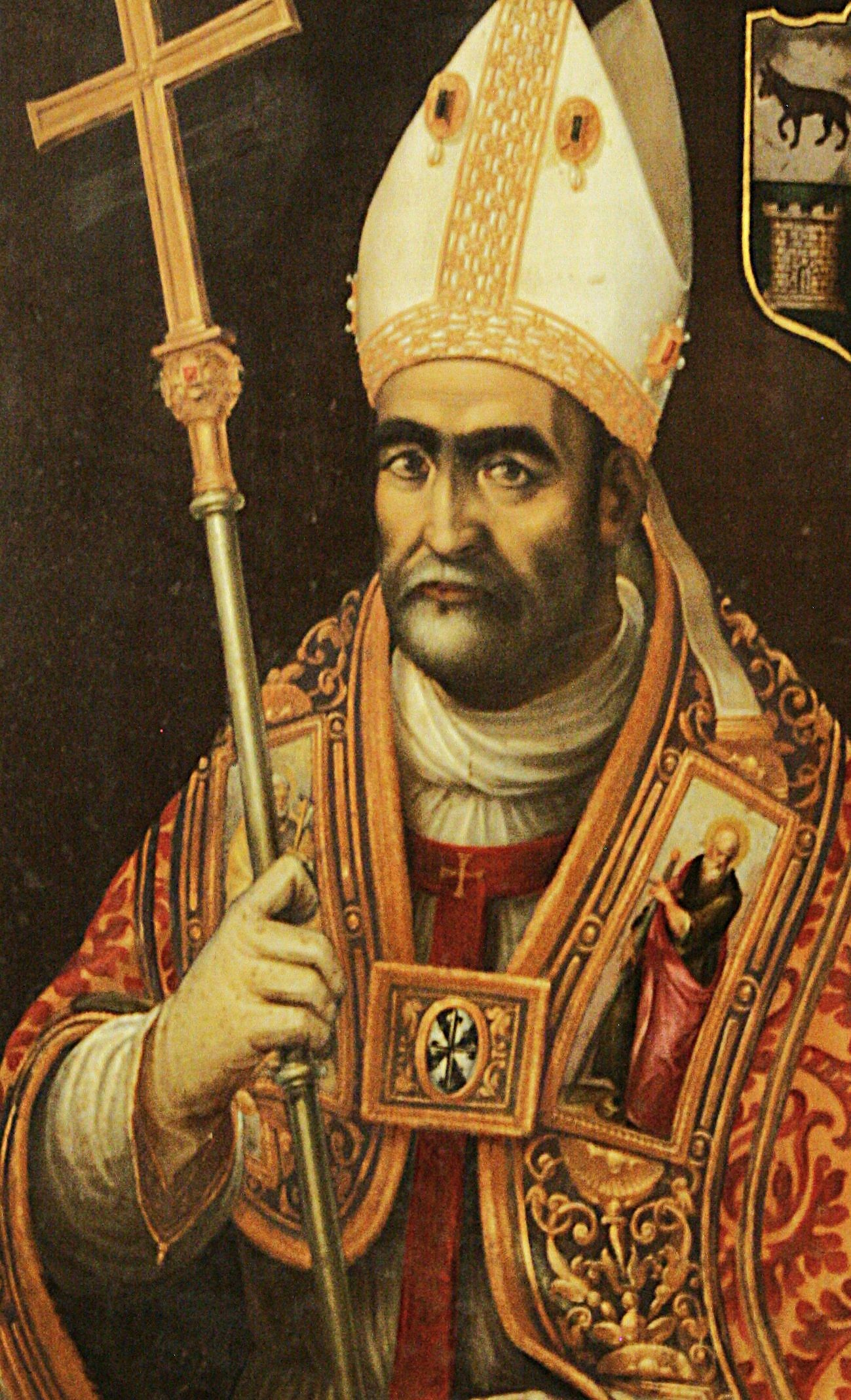
Retrato de Bartolomé de Carranza, de Luis Carvajal.
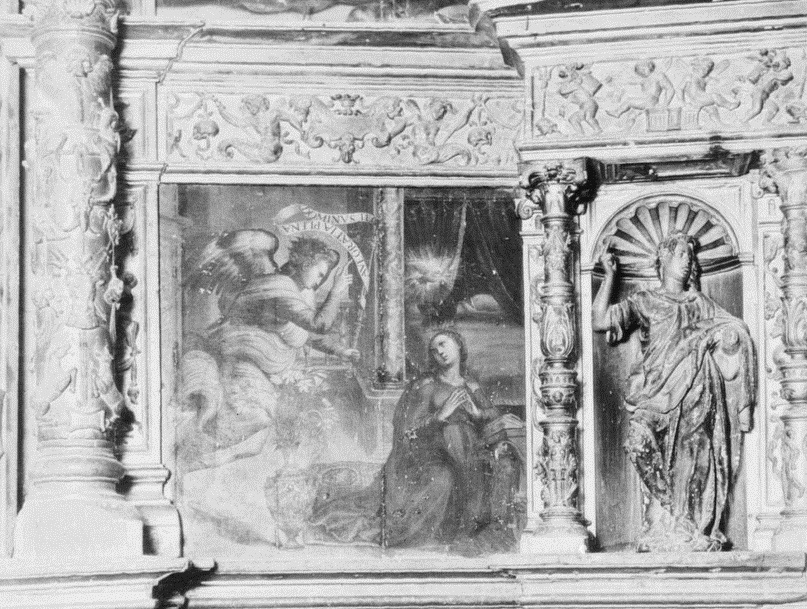
Detalle del retablo de Pozuelo del Rey, de Diego de Urbina.
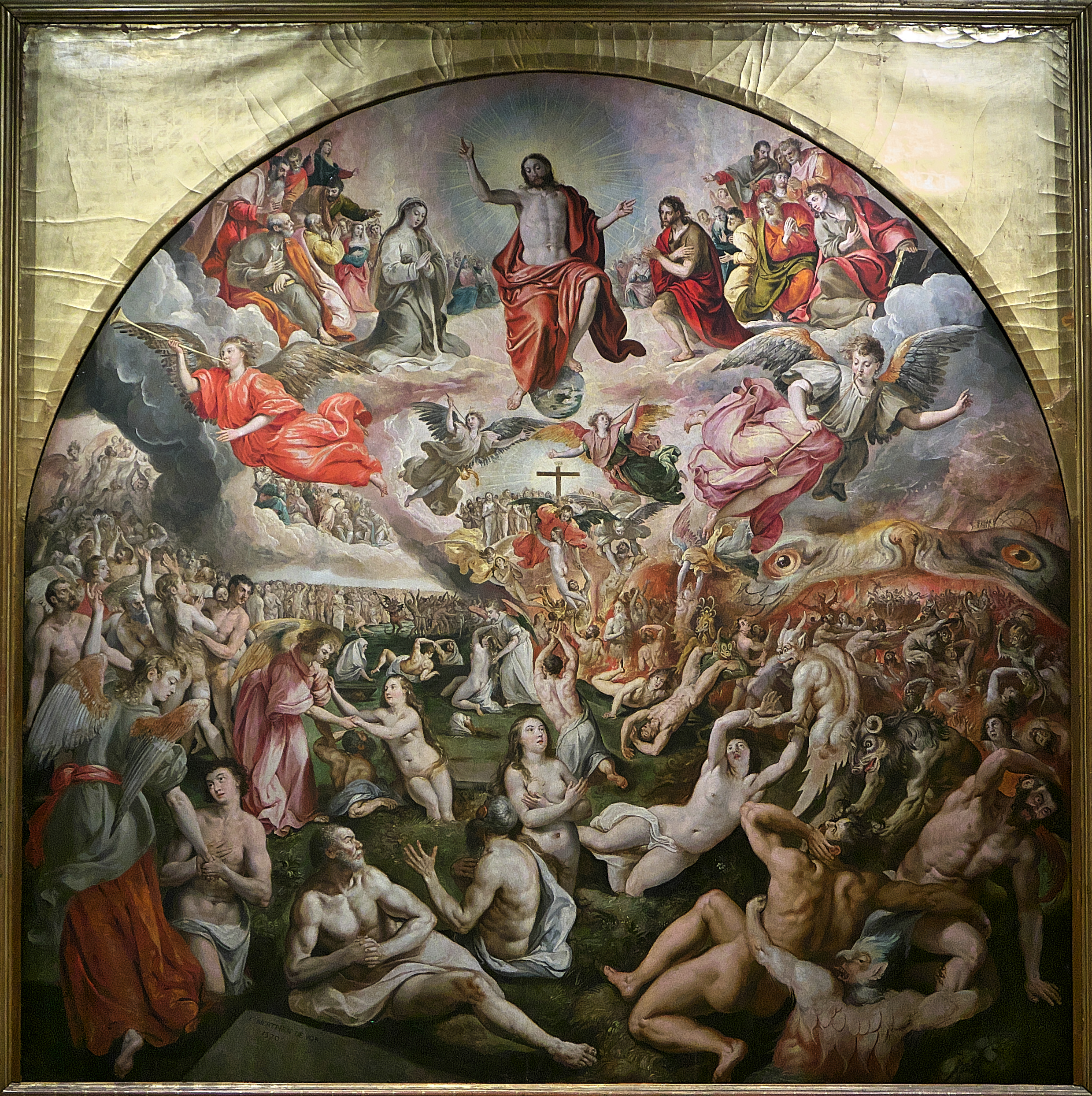
Juicio Final, Marten de Vos (Museo de Bellas Artes de Sevilla).

## Otras artes

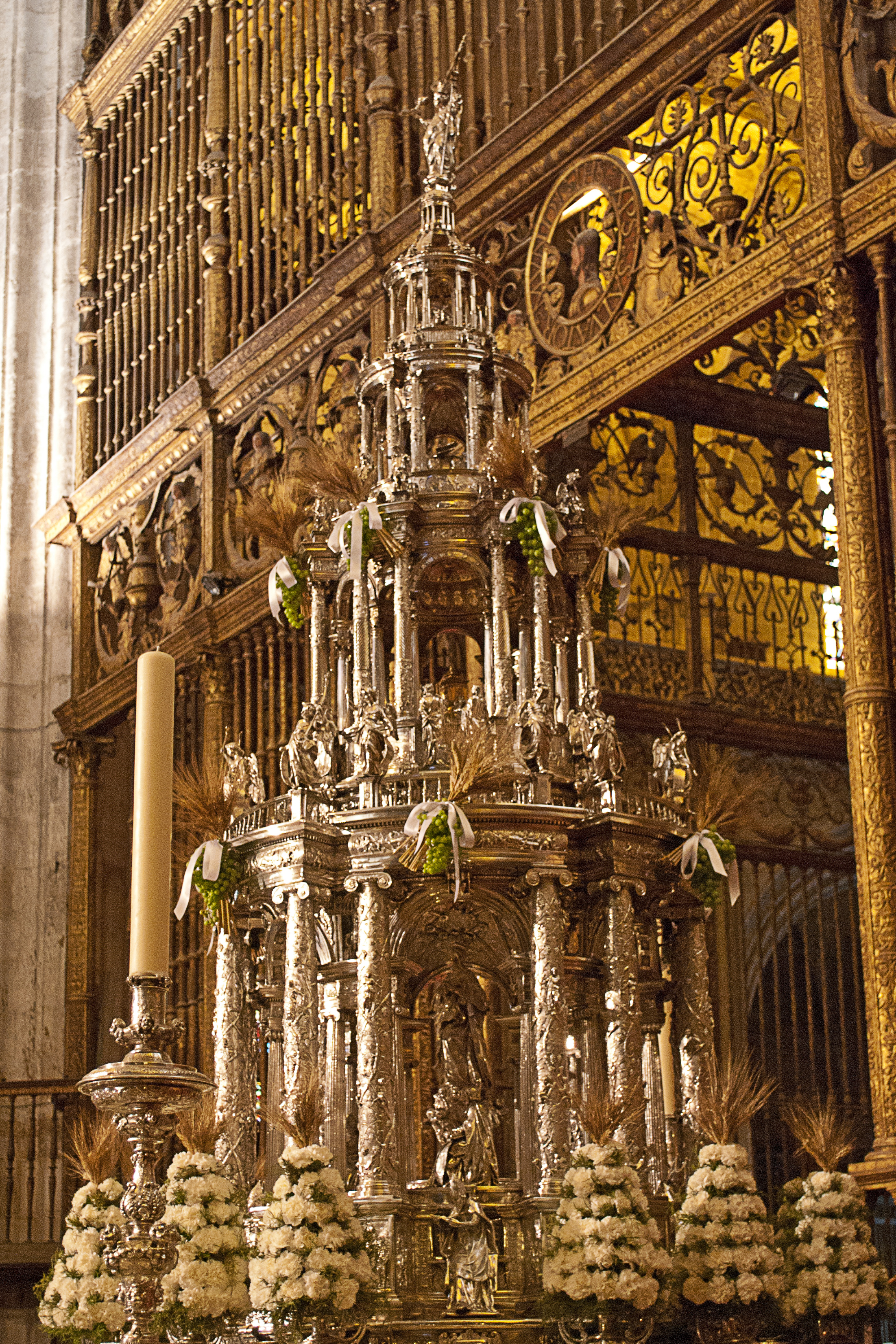
Custodia de Juan de Arfe y Villafañe en la catedral de Sevilla (1585-1587).